# Exército

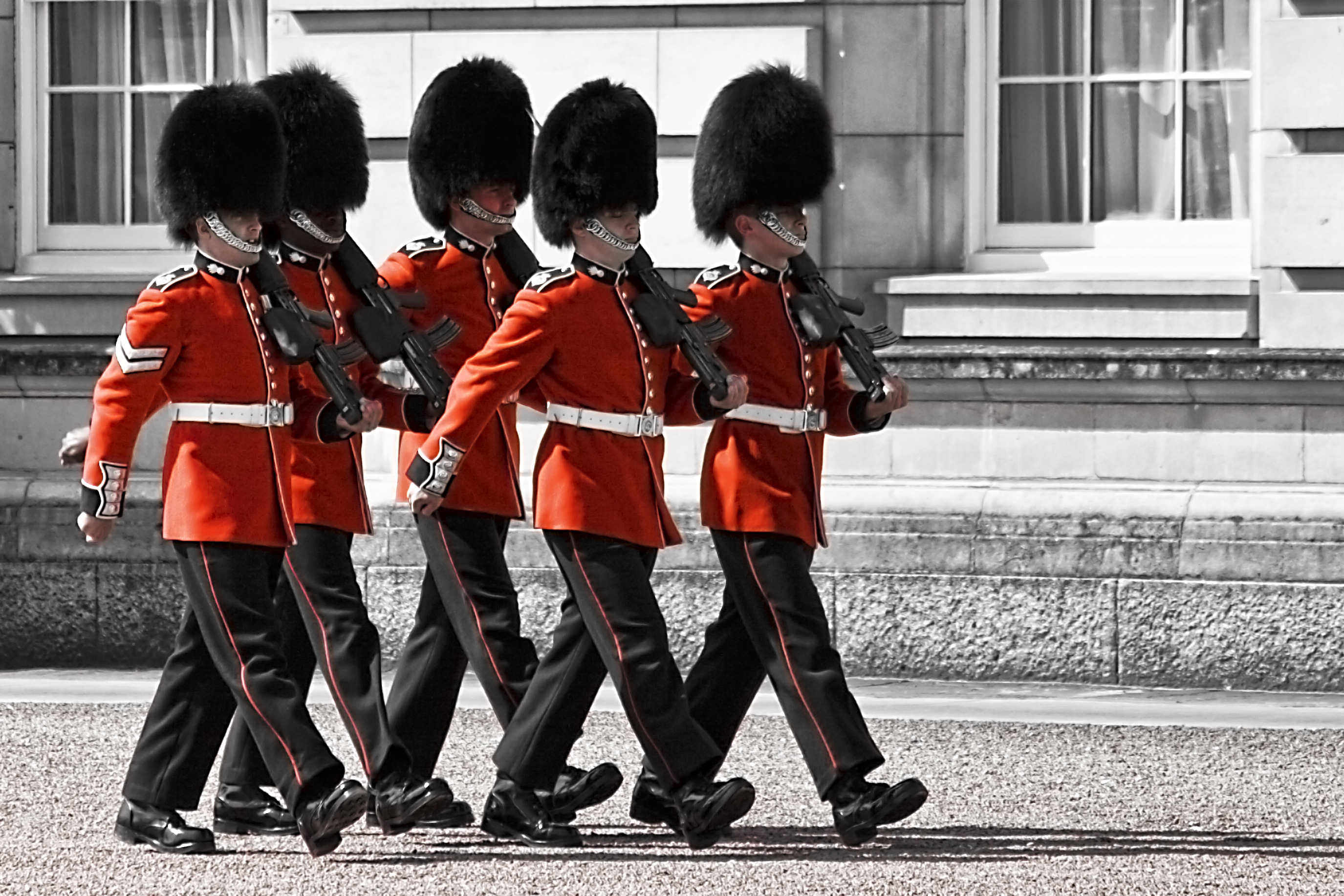
Soldados de infantaria britânicos da Grenadier Guards.

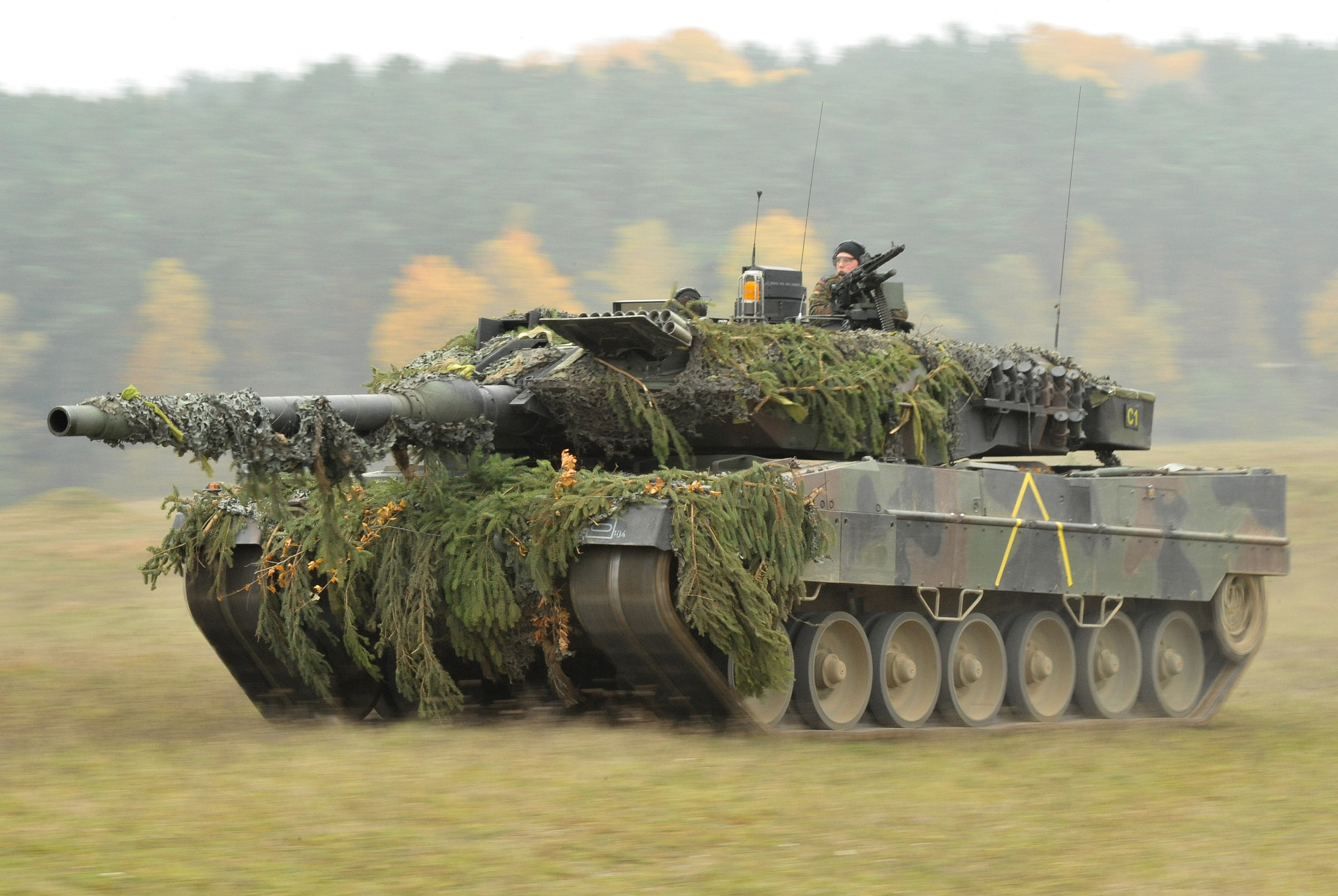
Arma blindada: carro de Combate Leopard 2 do Exército Alemão.

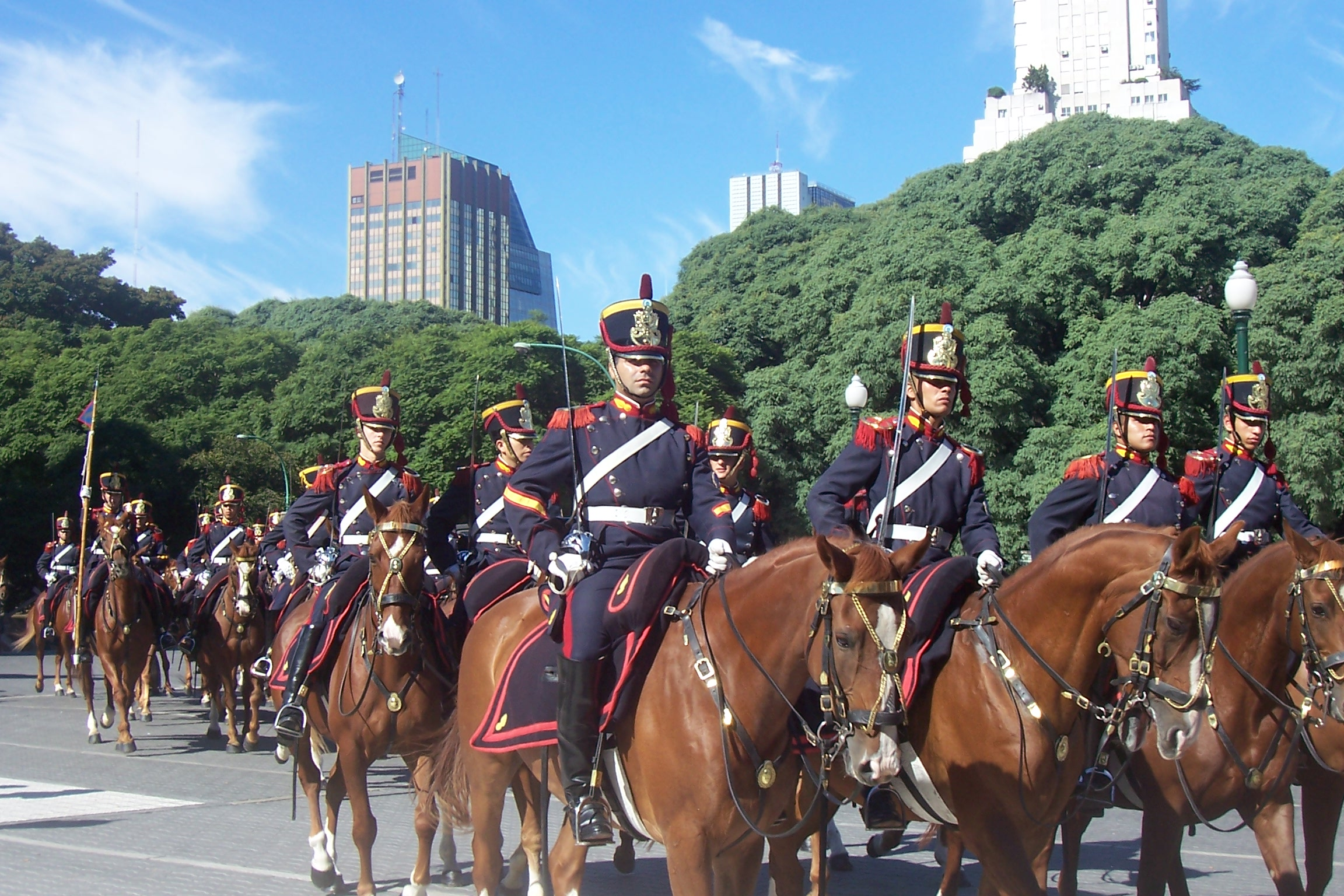
Cavalaria: soldados a cavalo do Exército Argentino.

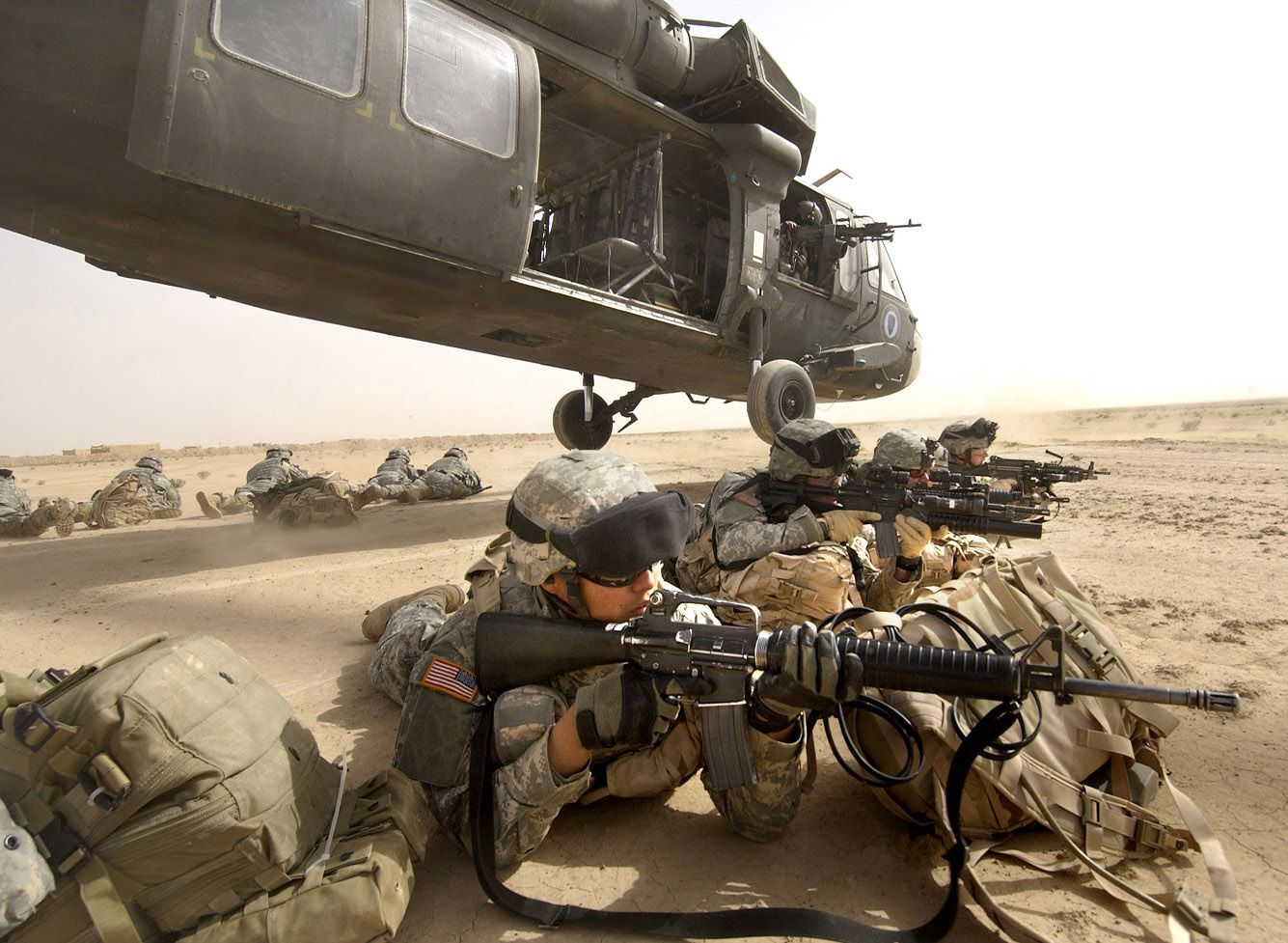
Infantaria: soldados do Exército dos EUA.

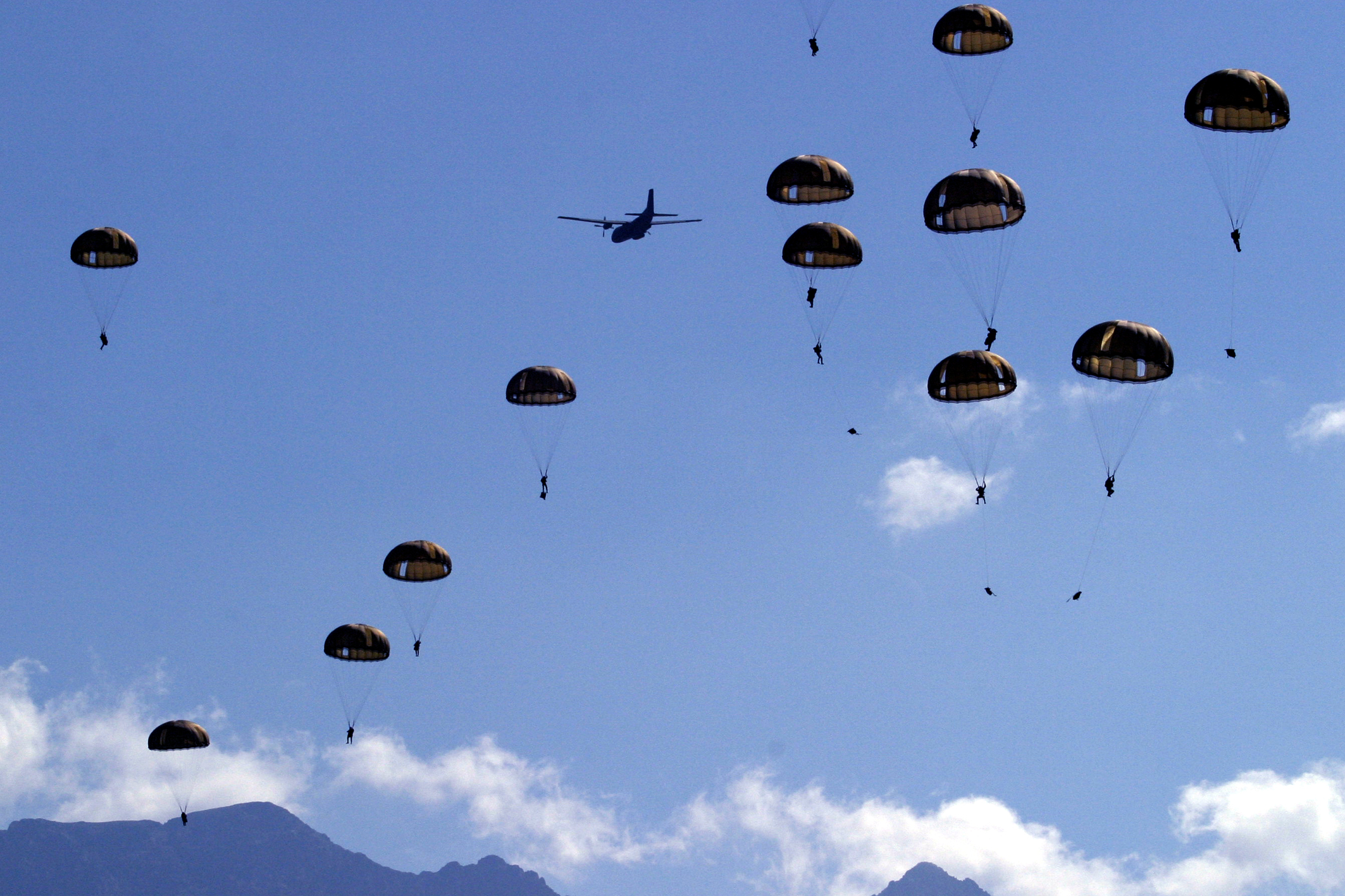
Tropas aerotransportadas: lançamento de paraquedistas do Exército Francês.

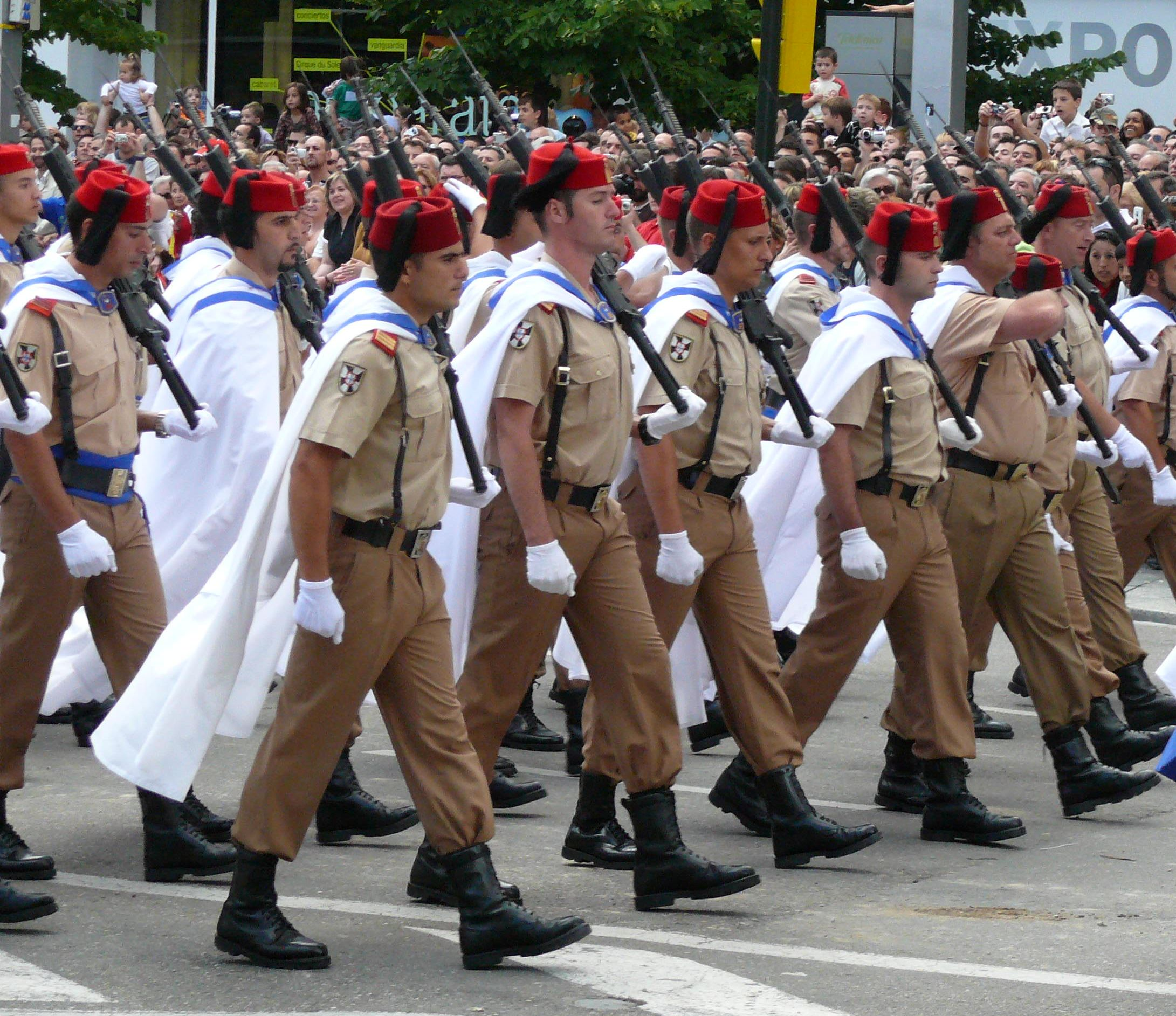
Tropas cerimoniais: soldados dos regulares mouros do Exército Espanhol com farda de gala.

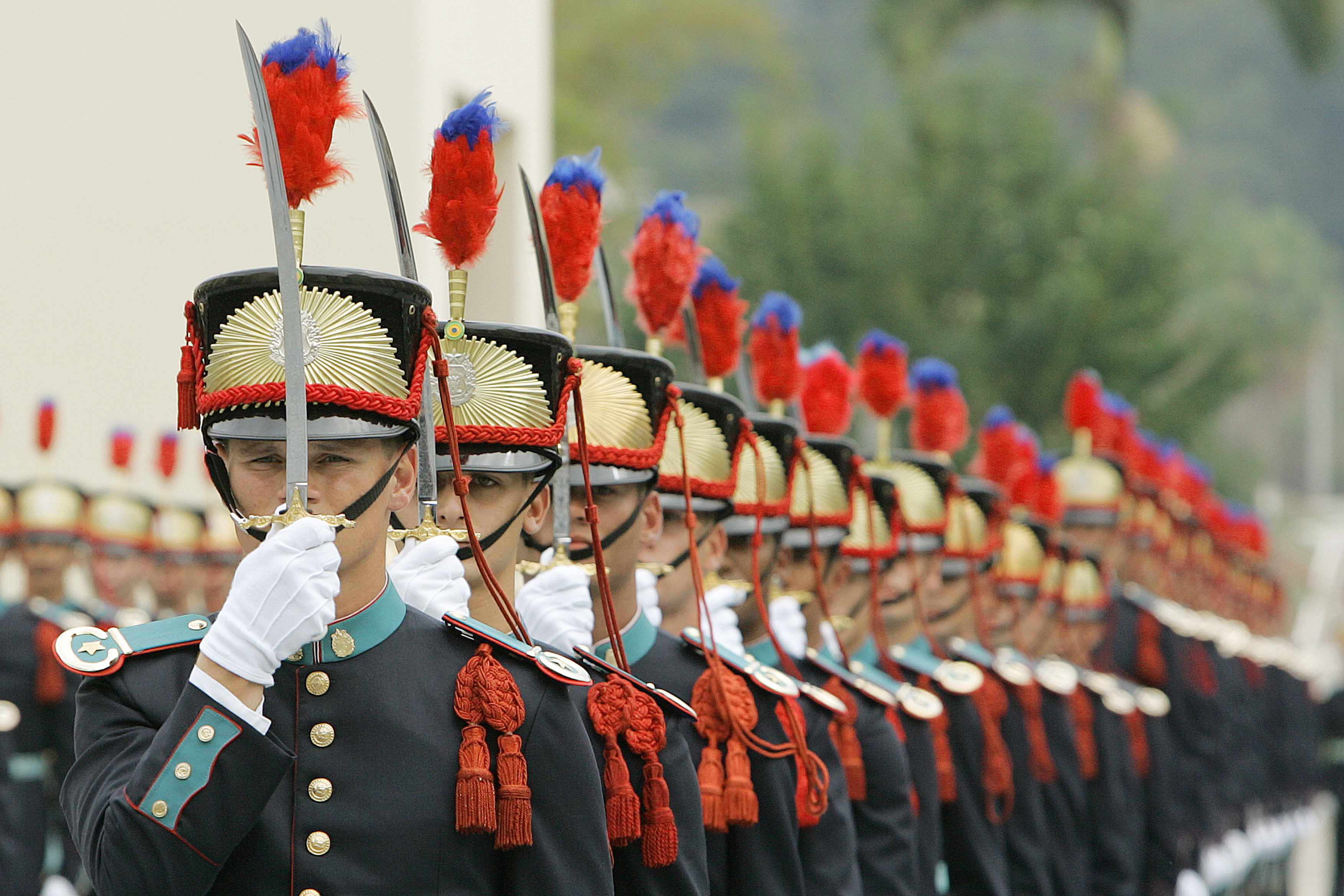
Escolas militares: cadetes do Exército Brasileiro.

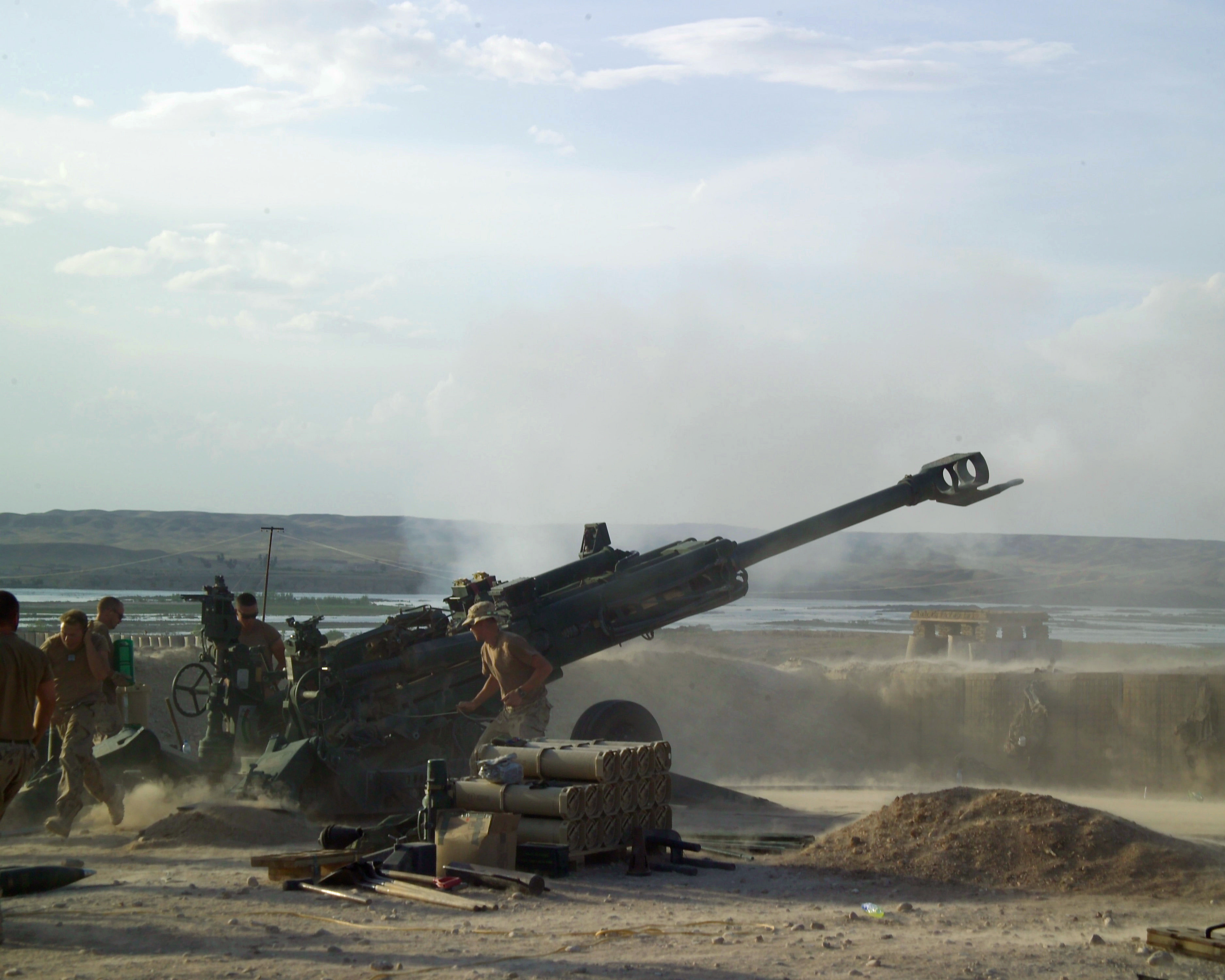
Artilharia de campanha: disparo de um obus do Exército Canadense.

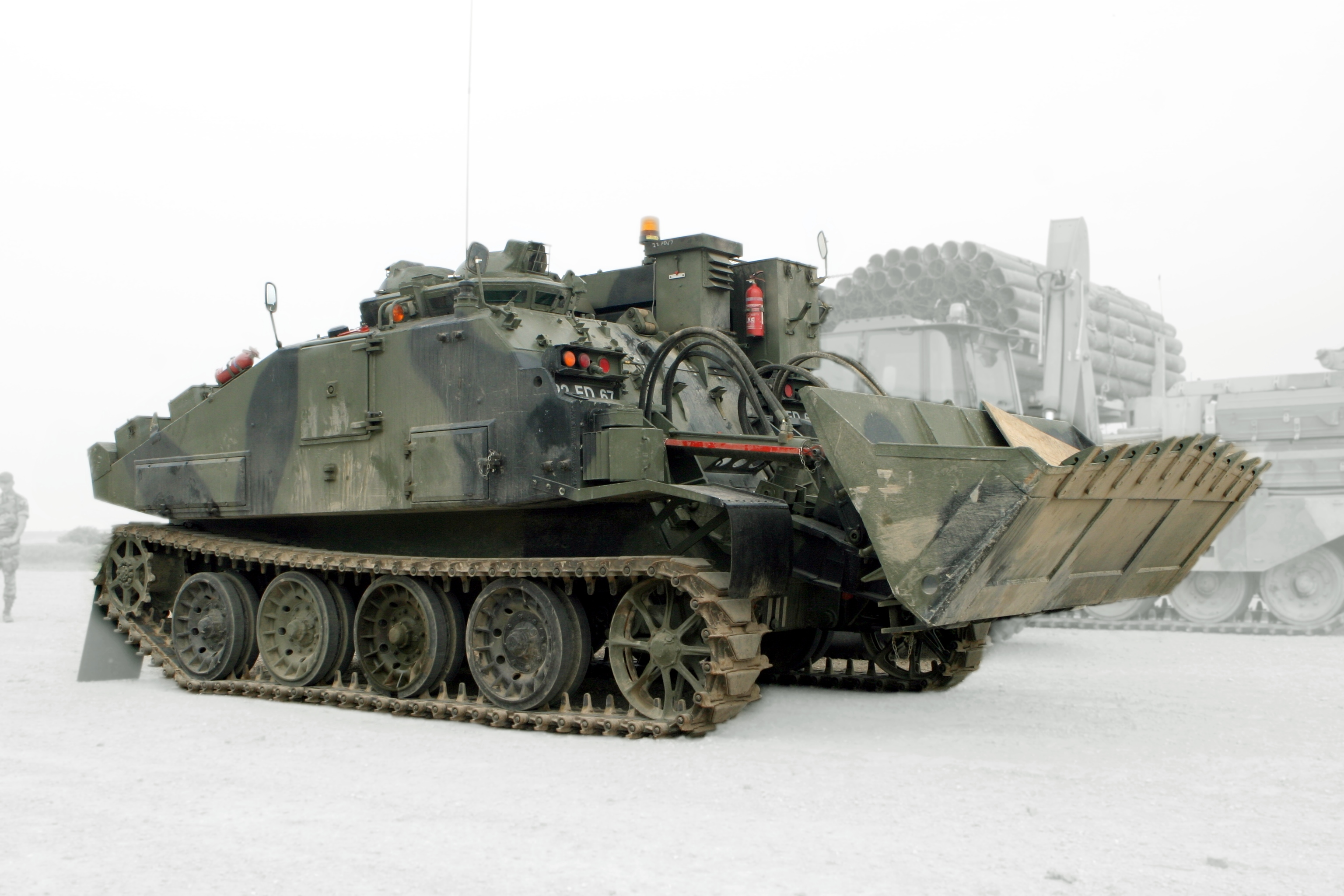
Engenharia: trator blindado de engenharia do Exército Britânico.

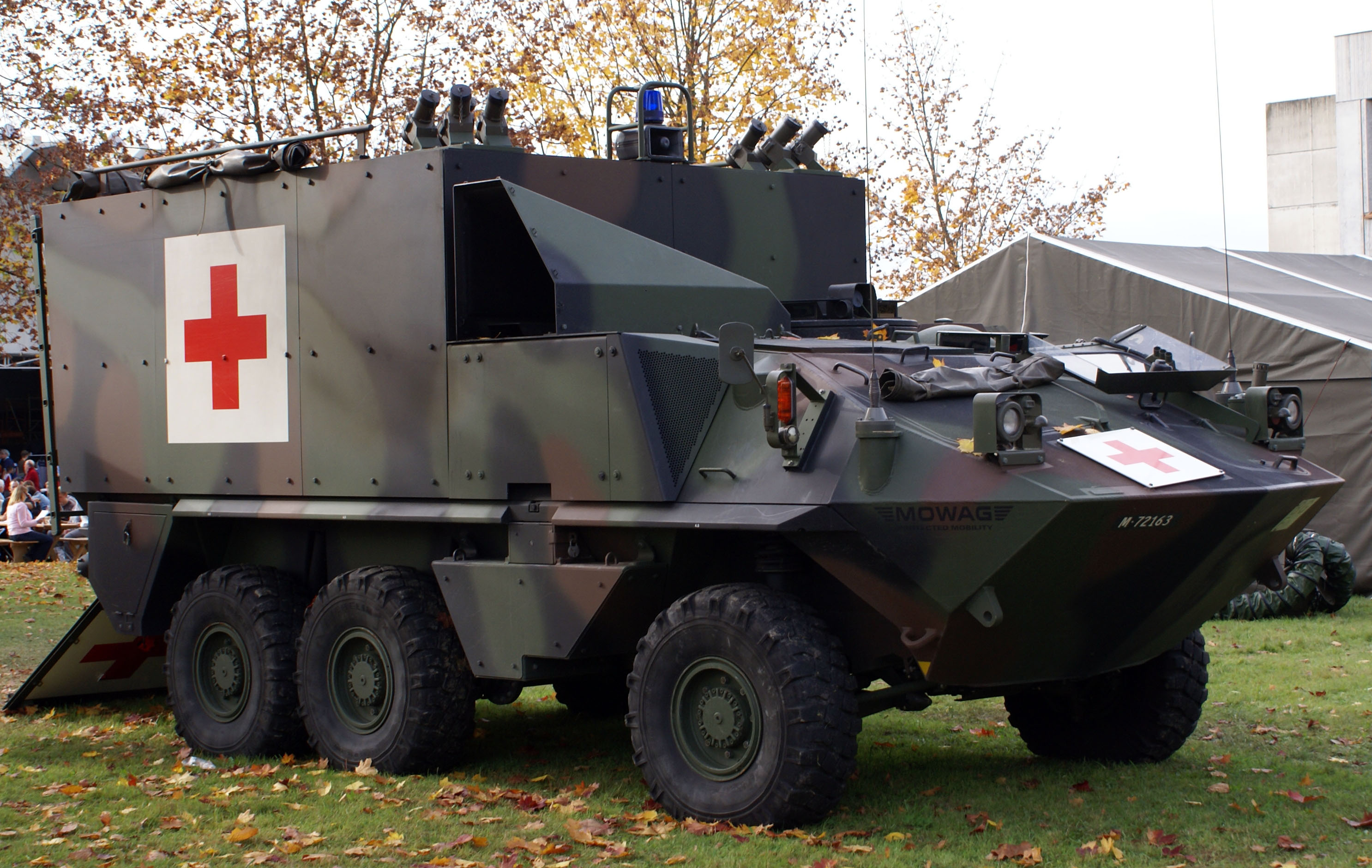
Serviços de saúde militar: ambulância blindada do Exército Suíço.

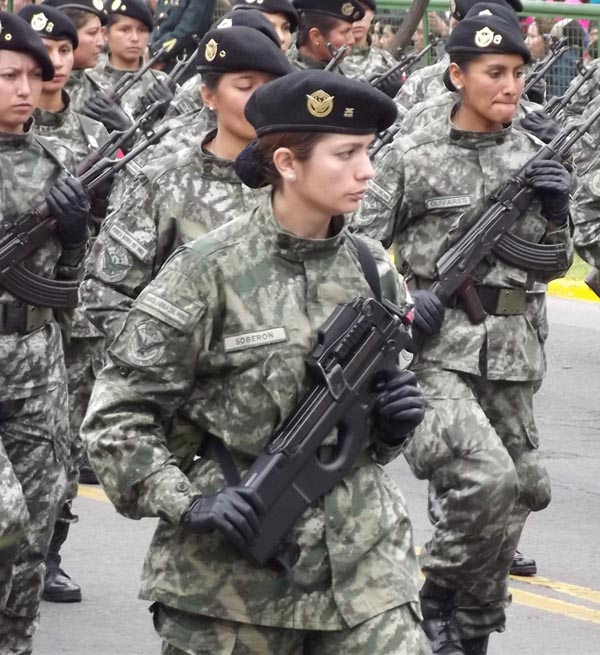
Soldadas do exército peruano. A partir do final do século XX mais países começaram a aceitar mulheres em seus exércitos, incluindo em unidades de combate.

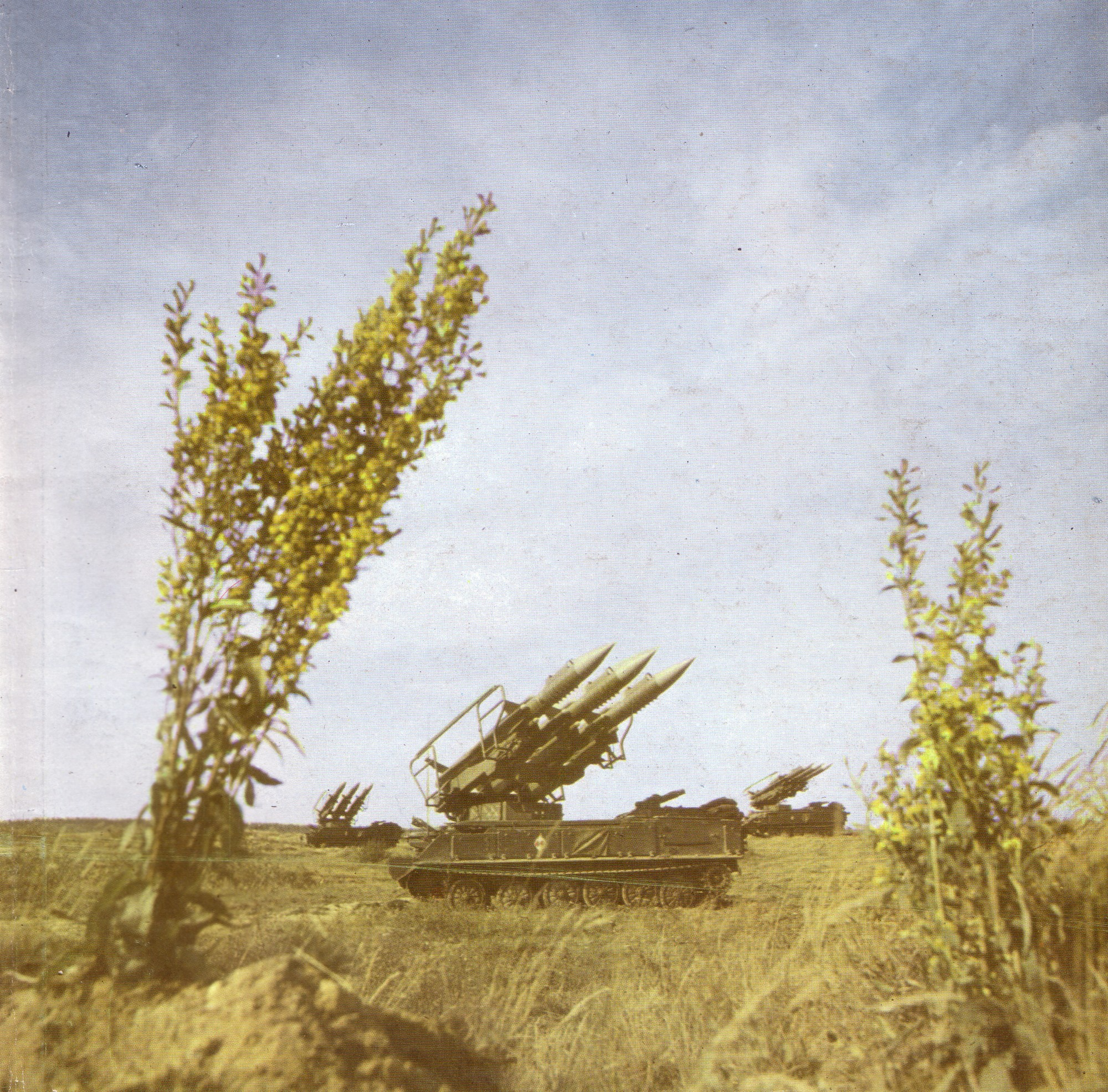
Artilharia antiaérea: mísseis SA-6 de defesa antiaérea do Exército da Rússia.

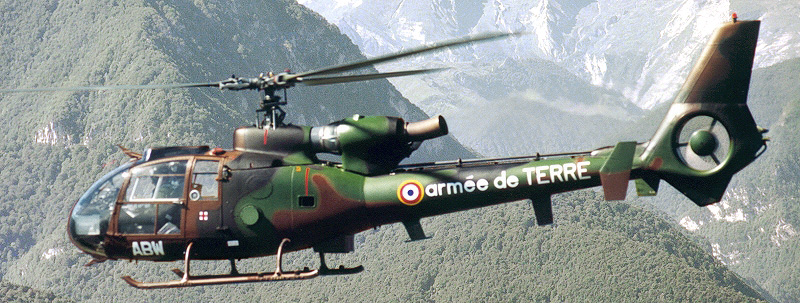
Aviação ligeira: helicóptero Gazelle do Exército Francês.

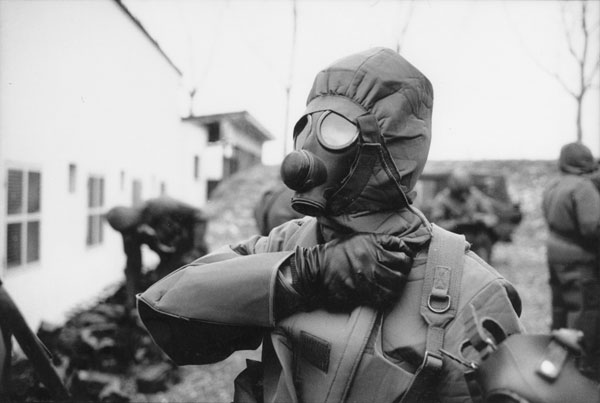
Tropas de guerra NBQ: soldados do Exército Francês equipados para a guerra química.

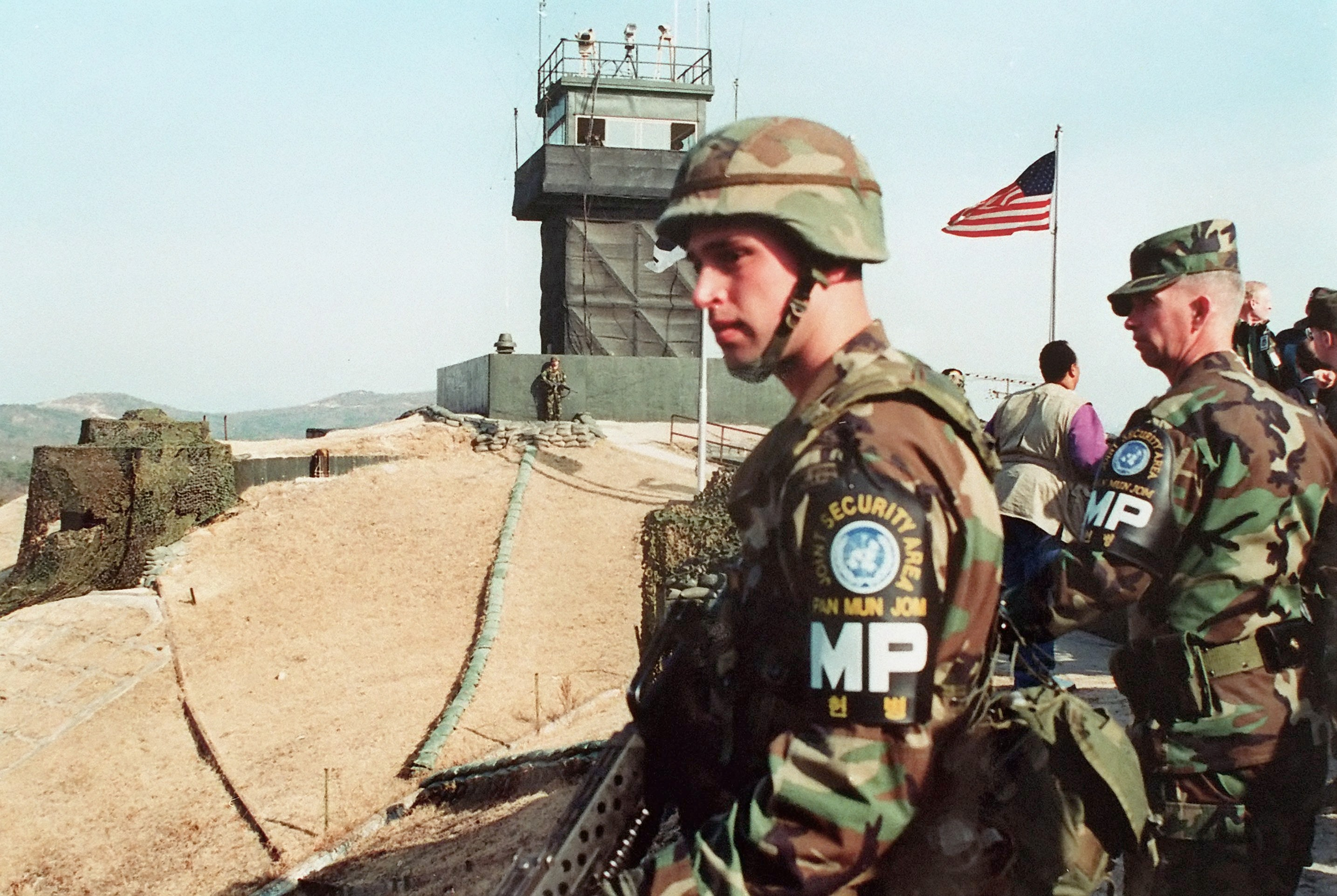
Polícia militar: soldados da polícia militar do Exército dos EUA.

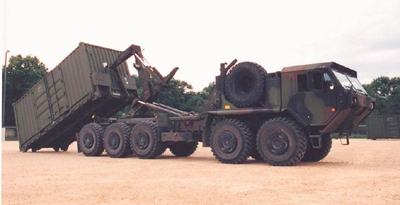
Tropas logísticas: veículo HEMTT de transporte de contentores do Exército dos EUA.

O exército é a componente terrestre das forças armadas da maioria dos países, em contraste com as suas componentes naval (marinha) e aérea (força aérea). 
O termo exército também pode ser usado para se referir a uma fração de um exército nacional, referindo-se a uma grande unidade militar, que agrupa normalmente vários corpos de exército.

## História

### Esparta
O Exército de Esparta foi um dos primeiros exércitos profissionais conhecidos da História. Aos sete anos de idade, os rapazes espartanos eram enviados para um aquartelamento para receberem a instrução militar necessária para se tornarem soldados. Com a idade de 30 anos, podiam deixar o aquartelamento para casar e criar família. A partir de então, os homens espartanos dedicavam a sua vida à atividade militar até de reformarem aos 60 anos.
Ao contrário de outras civilizações, cujos exércitos eram desmobilizados durante as épocas das sementeiras e das colheitas, isto não acontecia em Esparta, uma vez que o trabalho manual era totalmente realizado pelos servos (helotas). Isto permitia a Esparta manter um exército permanente, capaz de entrar em campanha durante todo o ano.
O Exército Espartano era maioritariamente composto por hoplitas, com todos eles equipado com armas e armaduras padronizadas, praticamente idênticas umas das outras. Cada hoplita ostentava o emblema de Esparta e um uniforme escarlate. O equipamento principal individual consistia num escudo redondo, numa lança e num elmo.

### Antiga Roma
O Exército Romano teve as suas origens no exército miliciano da época da República, o qual era composto por cidadãos que prestavam serviço militar obrigatório a Roma. Por volta de 115 a.C., foram realizadas reformas no Exército Romano que o tornaram numa organização profissional, ainda composta por cidadãos, mas agora voluntários que serviam durante 25 anos antes de serem desmobilizados.
Os Romanos também se destacaram por utilizarem tropas auxiliares, compostas por não Romanos, que serviam ao lado e complementavam as legiões, assumindo funções nas quais as tropas romanas não eram tão eficazes, como as de infantaria ligeira e de cavalaria pesada. Depois de servirem com o Exército Romano, os membros das tropas auxiliares e os seus filhos eram feitos cidadãos romanos. Também lhes eram oferecidos dinheiro e terras para colonizarem. No Império Romano tardio, as tropas auxiliares e os mercenários estrangeiros tornaram-se no núcleo do Exército Romano. Por essa altura, várias tribos Germânicas como as dos Visigodos eram pagas para servirem Roma como mercenários.

### Europa medieval
Na Europa medieval, era obrigação de um nobre responder ao apelo do seu suserano para a guerra, levando consigo o seu próprio equipamento e um contingente de tropas. Os exércitos medievais ou hostes eram assim agrupamentos heterogéneos de vários contingentes de tropas senhoriais, tanto dos vassalos como dos respetivos suseranos, os quais podiam apresentar graus diversos de instrução, equipamento e organização. Quantos mais recursos tinha um nobre, melhores seriam as suas tropas. Este sistema descentralizado refletia a ordem social do feudalismo em vigor na época.
Os cavaleiros medievais eram mobilizados para a guerra tanto por obrigação feudal e social, como pela perspetiva de lucro e promoção. Aqueles que se portassem bem em combate tinham uma grande hipótese de aumentar os seus senhorios e de progredir na hierarquia social. Para o cavaleiro, era também importante a perspetiva de obter ganhos com as pilhagens e com o resgate de prisioneiros de guerra. Para o cavaleiro nobre, a guerra poderia ser assim uma atividade de baixo risco relativo.
Com o fortalecimento do poder central dos reinos e outros estados da Europa, iniciou-se um retorno aos exércitos de cidadãos da época clássica. Estes eram agora constituídos maioritariamente por levas de camponeses recrutados diretamente pelo poder central, bem como por vilões que eram obrigados a prestar serviços militares como o fossado. Posteriormente, foram introduzidos impostos como a fossadeira, cujo pagamento era feito em troca da remissão ao serviço militar. O dinheiro que os estados obtinham com estes impostos começou a servir para o pagamento de soldados profissionais e mesmo de mercenários. A maioria dos exércitos europeus da Baixa Idade Média eram já constituídos por importantes contingentes de soldados pagos, existindo já um desenvolvido mercado de mercenários no século XII.
À medida que a época medieval progredia, as cidades-estado da Itália começaram a depender cada vez mais de tropas mercenárias para combater as suas guerras, do que das milícias que anteriormente eram preponderantes na região. As tropas mercenárias consistiam em grupos de soldados de carreira, aos quais deveria ser pago um valor previamente acordado para combaterem numa campanha. Os mercenários eram normalmente soldados bastante eficientes. No entanto, o facto de precisarem de combater para ser pagos, tornava-os menos confiáveis do que os exércitos permanentes. Os mercenários acabaram por dominar os exércitos das cidades italianas, levando a guerras entre forças mercenárias, com campanhas nas quais a manobra era quase tão importante como a combate, provocando um relativamente reduzido derramamento de sangue.

### Início da época moderna
Os primeiros estados-nação não dispunham dos fundos necessários para manter exércitos permanentes. Tendiam assim a recrutar mercenários que serviam nos seus exércitos apenas durante os períodos de guerra. Estes mercenários tinham normalmente origem em homens de armas dispensados dos exércitos nos finais dos conflitos, quando já não eram necessários pelos seus estados. Os soldados veteranos tinham assim que procurar outras formas de emprego, tornando-se mercenários. Os mercenários agrupavam-se normalmente em companhias livres que se especializavam em técnicas de combate que obrigavam longos períodos de instrução militar que não estava disponível para as milícias mobilizadas apenas por períodos limitados.
Em meados do século XVII, a maioria dos exércitos europeus era constituída por unidades mercenárias. Contudo, depois do século XVII, a maioria dos estados começou a investir em exércitos permanentes, mais disciplinados e politicamente mais confiáveis. Durante algum tempo, os mercenários foram mantidos como instrutores e administradores militares, mas posteriormente mesmo estas funções foram assumidas pelos estados.
Os novos exércitos nacionais permanentes tornaram-se forças cada vez maiores que necessitavam de um largo contingente de administradores. Os estados centralizados foram assim obrigados a estabelecer complexas organizações burocráticas para administrarem os seus cada vez mais vastos exércitos. Alguns historiadores defendem que isto foi a base do moderno estado burocrático. Os custos com estes exércitos aumentaram também, obrigando ao aumento e à criação de novos impostos, os quais provocaram revoltas e conflitos civis em vários países da Europa, como foram os casos da Fronda na França e da Guerra Civil Inglesa.
Em muitos países, a resolução destes conflitos consistiu na ascensão da monarquia absoluta. Apenas na Inglaterra e Países Baixos, prevaleceram formas de governo representativo como alternativas à monarquia absoluta. A partir do final do século XVII, encontraram uma alternativa ao aumento de impostos para financiar as guerras, a qual consistia na obtenção de empréstimos a longo prazo, com baixas taxas de juro, obtidos junto de instituições bancárias. O primeiro estado a aprimorar-se neste processo foram as Províncias Unidas dos Países Baixos.
Estas transformações nos exércitos da Europa tiveram um grande impacto social. A defesa do estado deixou de estar a cargo dos aristocratas e passou a estar a cargo do homem comum. Contudo, os aristocratas continuaram a monopolizar o corpo de oficiais de quase todos os exércitos, incluindo os seus altos comandos. Este facto, impedia o sucesso de quase todas as revoltas que não fossem patrocinadas ou apoiadas pelas classes nobres. Os novos exércitos, uma vez que eram bastante dispendiosos, estavam muito dependentes das contribuições e impostos cobrados às classes comerciais, que começaram assim a exigir e a obter um papel mais importante na sociedade. O grande poderio financeiro dos homens de negócio dos Países Baixos e Inglaterra permitia, por exemplo, que estes países pudessem manter forças militares tão ou mais poderosas que as de outros estados bastante maiores que aqueles.
Como qualquer homem poderia ser rapidamente instruído no uso de um mosquete, tornou-se mais fácil a criação de exércitos maiores. Por outro lado, a falta de precisão das armas de fogo da época obrigava a formações maciças de atiradores. Estes fatores levaram ao rápido crescimento do tamanho dos exércitos. Pela primeira vez na história, enormes massas da população podiam entrar em combate e já não apenas uma minoria de profissionais altamente especializados.
Existem opiniões que defendem que a mobilização maciça de homens por todo o território das nações, integrando-os numa corporação organizada, contribuiu largamente para as unidades nacionais e o sentimento de patriotismo. Terá sido durante este período que nasceu a noção moderna de estado-nação. Isto, contudo, só se tornou aparente depois das guerras revolucionárias francesas. Por esta altura, a levée en masse (levantamento em massa) e a conscrição tornar-se-iam no paradigma da guerra moderna.
Contudo, antes disso, na realidade muitos exércitos nacionais eram compostos por soldados de diversas nacionalidades. Por exemplo, na Espanha, os soldados eram recrutados nos territórios espanhóis da Europa, incluindo os da própria Espanha, Itália, Valónia e Alemanha. A França recrutava soldados na Alemanha, Suíça e Piemonte. A Grã-Bretanha recrutava tropas no Hesse e Hanôver. Muitos católicos irlandeses e suíços fizeram carreiras militares ao serviço dos exércitos de diversos estados católicos da Europa.

### Época contemporânea
A conscrição permitiu à França revolucionária formar o exército de massas - referido por Napoleão Bonaparte como "a nação em armas" - que conseguiu bater com sucesso os exércitos profissionais europeus.
O existência de conscrição - especialmente quando os soldados conscritos são enviados para campanhas exteriores, contra inimigos que não ameaçam diretamente o território nacional - tem sido historicamente politicamente contenciosa, especialmente em regimes democráticos. Exemplos, foram as disputas políticas no Canadá quando foi decidida a conscrição durante a Segunda Guerra Mundial e os protestos maciços nos Estados Unidos contra a conscrição para a Guerra do Vietname.
A conscrição foi abolida depois do final da Guerra Fria em grande parte dos países ocidentais. Na maior parte dos países desenvolvidos da atualidade, a crescente ênfase na tecnologia militar e em forças altamente treinadas, bem como a pouca probabilidade de uma agressão militar convencional por outros países tecnologicamente desenvolvidos torna pouco provável o retorno da conscrição num futuro próximo.
Exércitos de conscritos são, no entanto, ainda mantidos por muitos países, sobretudo da Europa de Leste, da América Latina, do Norte de África e do Médio Oriente. O Exército Suíço mantém-se ainda como um raro exército de cidadãos.

## Organização
Os exércitos possuem, normalmente, uma organização horizontal por especialidades denominadas "armas" e "serviços", e uma organização vertical por unidades de diversos escalões.

### Armas e serviços
Normalmente os exércitos englobam especialidades denominadas "armas" se são combatentes, e "serviços" se são de apoio logístico. Em alguns exércitos, as armas dividem-se em armas de combate (infantaria, cavalaria, etc.) e armas de apoio de combate (artilharia, engenharia, etc.).
Conforme a sua função, os militares e as unidades dos exércitos são englobadas numa dessas armas ou serviços. Normalmente, são os seguintes: 
- Artilharia - arma especializada na operação de armas pesadas;
- Aviação ligeira ou aviação de exército - arma ou serviço especializado no emprego de helicópteros e aviões ligeiros em apoio direto às tropas terrestres;
- Capelania- serviço responsável pelo apoio espiritual e religioso das tropas;
- Cavalaria - arma que, no passado, utilizava cavalos para operações de combate ou reconhecimento. No século XX, passou a utilizar, para esses fins, meios blindados, alterando a sua denominação, nalguns países, para "arma blindada";
- Comunicações ou transmissões - arma ou serviço responsável pelos meios de comunicações, informática, comando e controlo;
- Defesa antiaérea ou artilharia de defesa aérea - arma responsável pela operação de armas e meios de detecção antiaéreos;
- Defesa Nuclear, química e biológica - serviço responsável pela proteção contra armas de destruição em massa;
- Infantaria - arma especializada em combate apeado. Atualmente, pode utilizar viaturas blindadas de transporte;
- Informações ou inteligência militar - serviço responsável pela recolha de informações táticas;
- Engenharia - arma especializada na construção e destruição de obstáculos, fortificações e vias de comunicação e na criação de tecnologia de guerra;
- Intendência, administração militar ou comissariado - serviço responsável pelo fornecimento de alimentação, vestuário e combustíveis, bem como pela administração financeira do exército;
- Material ou material bélico - serviço responsável pela manutenção e conservação do armamento, veículos e outros equipamentos;
- Polícia do exército ou polícia militar - serviço responsável pela manutenção da ordem interna militar e pela segurança de instalações;
- Relações públicas & Assuntos civis - serviço responsável pela relação com as autoridades civis e pela administração de territórios ocupados;
- Saúde - serviço responsável pela garantia da saúde das tropas;
- Secretariado - serviço responsável pelos serviços administrativos;
- Transportes ou trem - serviço responsável pelo transporte estratégico de tropas e abastecimentos.

### Unidades
Em termos de organização vertical os exércitos englobam unidades de vários escalões. As unidades especializadas numa única arma ou serviço são conhecidas por "pequenas unidades". As unidades de escalão superior que englobam várias pequenas unidades de armas e serviços diferentes são chamadas "grandes unidades", sendo normalmente comandadas por oficiais generais.
Tradicionalmente, em ordem crescente, os diversos escalões das unidades do Exército são os seguintes:
- Esquadra - unidade básica comandada por um cabo, composta por quatro a oito elementos. Em alguns tipos de unidades é chamada "equipa";
- Secção / seção - fração comandada por um sargento, composta por duas ou três esquadras. Em algumas unidades do Exército Brasileiro é chamada "grupo de combate";
- Pelotão - a menor unidade de comando de oficial (normalmente alferes ou tenente), composta por duas ou três secções / seções. Em algumas unidades do Exército Português é chamado grupo de combate;
- Companhia - unidade sob comando de um capitão, constituída por diversos pelotões. Tradicionalmente, na cavalaria é chamada "esquadrão" e na artilharia "bateria";
- Batalhão - a menor unidade comandada por um oficial superior (normalmente major ou tenente-coronel), composta por diversas companhias. Em algumas armas e serviços adopta a designação de "grupo" ou "regimento";
- Regimento - tradicionalmente, a pequena unidade de maior escalão, comandada por um coronel e incorporando vários batalhões. Até ao século XVIII, a unidade equivalente era designada "terço", nos exércitos ibéricos. Nos exércitos revolucionários franceses, o regimento passou a ser designado "meia-brigada". Atualmente, na maioria dos exércitos deixou de ser uma unidade operacional, mantendo-se apenas em alguns como unidade administrativa. Com a extinção deste escalão, alguns exércitos, por motivos de tradição, passaram a chamar "regimento" às unidades de escalão batalhão de todas ou algumas armas, como é o caso da cavalaria no Exército Brasileiro;
- Brigada - tradicionalmente, a grande unidade de menor escalão sob comando de um oficial general. Antigamente, era composta por vários regimentos, mas atualmente as suas subunidades maiores são de escalão batalhão;
- Divisão - agrupamento de várias brigadas, mais unidades de apoio divisionário, totalizando entre 10 mil e 25 mil efectivos;
- Corpo de exército - agrupamento de várias divisões, mais unidades de apoio de corpo de Exército, com um efectivo entre 20 mil e 80 mil militares;
- Exército - agrupamento de vários corpos de exército, com mais de 200 mil efetivos. Antigamente, era a denominação genérica de uma grande unidade em operações, sob o comando de um oficial general. No Brasil, era denominado "exército" um comando territorial agrupando várias regiões militares;
- Grupo de exércitos - agrupamento de vários exércitos, com mais de 700 mil militares.

Muitas vezes são constituídas unidades provisórias de escalão variável que são conhecidas por "destacamentos", "agrupamentos/grupamentos", "patrulhas", "forças", etc..

## Hierarquia do exército
O pessoal dos exércitos, de acordo com o seu nível de formação e o grau do comando exercido, divide-se em três grandes escalões hierárquicos: oficiais, sargentos e praças. Em alguns países, como é o caso do Brasil, os sargentos são incluídos na classe das praças, sendo subdividida em círculos hierárquicos dos sargentos, dos cabos e soldados. A categoria dos oficiais subdivide-se entre oficiais subalternos, capitães ou intermediários, superiores e generais.

### Oficiais
Atualmente, na maioria dos exércitos, os oficiais são os militares com formação superior com as maiores responsabilidades em termos de comando. Os oficiais especializam-se numa arma ou serviço, exercendo as suas funções nessa especialidade. A subcategoria ou círculo mais elevado dos oficiais é o dos generais, que além da formação base na sua arma de origem, recebem uma formação em altos estudos militares que lhes permite exercer o comando de grandes unidades de todas as armas e serviços.
Os diversos graus hierárquicos de oficiais do exército são os seguintes:

#### Oficiais generais
- Generalíssimo - título atribuído em alguns países aos chefes-de-estado, quando militares, ou aos comandantes-chefes do Exército;
- Marechal-general - posto reservado ao comandante-chefe do Exército Português, durante o final do século XVIII e o início do XIX. Até 1762 foi chamado "capitão-general". Na monarquia constitucional tornou-se o posto privativo do Rei, na sua função de comandante supremo do Exército;
- Marechal do Exército - dignidade honorífica atribuído a generais de grande destaque. No Brasil já foi uma patente e agora somente existe em casos de guerra com o título de marechal;
- Coronel-general - posto antigo no Brasil e atualmente existente apenas em alguns países, responsável pelo comando de um Exército ou grupo de exércitos. Noutros países dá-se o título de coronel-general aos oficiais generais que exercem o comando honorário de uma arma ou corpo militar (ex.: coronel-general da Cavalaria, coronel-general da Polícia Militar);
- General ou general de exército - oficial general responsável pelo comando de uma grande unidade superior à Divisão. Antigamente era o comandante de uma arma específica (ex.: general de infantaria). No Exército Português, atualmente, o posto de general está reservado ao chefe do Estado-Maior do Exército e ao Chefe do Estado-Maior General das Forças Armadas. No Brasil, existem vários generais de exército que exercem diversos altos comandos;
- Tenente-general ou general de divisão - general responsável pelo comando de uma divisão ou comando militar equivalente. Até ao século XVIII, o posto denominava-se "mestre de campo general";
- Major-general ou general de brigada - general responsável pelo comando de uma brigada. Até 1762, o posto chamava-se sargento-mor de batalha. Entre 1762 e 1864, o posto chamou-se "marechal de campo". Passou depois a chamar-se "major-general" e posteriormente "general de brigada". Em Portugal, o posto foi extinto em 1911 e restaurado em 1937 com a denominação de "brigadeiro". Em 1999, passou novamente à designação de "major-general";
- Brigadeiro-general ou brigadeiro - posto intermédio entre o de oficial general e oficial superior, antigamente responsável ao mesmo tempo pelo comando de uma brigada e por um dos regimentos seus componentes. Em Portugal, o posto foi extinto em 1863 e reintroduzido com as mesmas características no período de 1929 a 1937. Entre 1937 e 1999, utilizou-se o termo "brigadeiro" para designar o general de brigada. Neste país, brigadeiro-general é, desde 1999, uma graduação temporária, atribuída a determinados coronéis para exercerem certos comandos especiais. No Brasil este posto não existe atualmente.

#### Oficiais superiores
- Coronel tirocinado - no Exército Português, é a designação dos coronéis com o Curso Superior de Comando e Direção, com todas as condições para promoção a oficial general. Em alguns outros exércitos existe o posto de coronel superior, com características equivalentes;
- Coronel - o mais alto posto de oficial superior, tradicionalmente comandante de um regimento. Antigamente, era chamado "mestre de campo;
- Tenente-coronel - oficial superior que exerce as funções de segundo comandante (subcomandante) de um regimento ou de comandante de um batalhão independente. Até inícios do século XIX, nas Ordenanças, o posto era chamado "capitão-mor";
- Major - segundo comandante (subcomandante) de um batalhão independente ou comandante de um batalhão integrado num regimento. Até inícios do século XIX, o posto era conhecido por "sargento-mor".

#### Capitães ou oficiais intermediários
- Capitão - tradicionalmente, o comandante de uma companhia, esquadrão ou bateria.

#### Oficiais subalternos
- Tenente ou primeiro-tenente - comandante de um pelotão ou adjunto de uma companhia, esquadrão ou bateria;
- Alferes ou segundo-tenente - o posto inicial de um oficial com a formação completa, responsável pelo comando de um pelotão.

#### Oficiais em formação
- Tenente aluno - em Portugal é a graduação dos alunos do último ano dos cursos da Academia Militar com a duração de sete anos;
- Alferes aluno - em Portugal é a graduação dos alunos do 6º ano de cursos da Academia Militar com mais de cinco anos;
- Aspirante a oficial - militar com o curso superior completo, mas ainda em estágio numa unidade militar. Em alguns casos pode assumir o comando de um Pelotão. Em Portugal é a graduação dos alunos do 5º ano da Academia Militar;
- Cadete - aluno de uma escola superior militar (ex.: Academia Militar de Portugal ou Academia Militar das Agulhas Negras do Brasil). Antigamente era um jovem nobre que estagiava como Soldado num Regimento, para se tornar seu Oficial.

### Sargentos
O escalão de sargentos corresponde a militares de carreira com uma formação mais avançada que as praças e que auxiliam os oficiais no exercício do seu comando. Na atualidade os sargentos assumem uma importância cada vez maior, exercendo o comando operacional de diversas unidades básicas. Os sargentos também são conhecidos por oficiais inferiores ou suboficiais.

#### Sargentos superiores
- Subtenente ou suboficial - designação da maior graduação da categoria de sargento em alguns países, entre os quais, o Brasil;
- Sargento-mor - a maior graduação da categoria de sargento em diversos exércitos. Introduzido em Portugal em 1976;
- Sargento-chefe - posto introduzido em 1976, em Portugal, como o de sargento mais graduado num batalhão. No Brasil esta graduação não existe;
- Sargento-ajudante - até 1976, no Exército Português, era o sargento mais graduado de um regimento ou batalhão, sendo responsável pelo seu secretariado e assuntos do pessoal. Ocasionalmente era chamado "sargento-brigada". Em 1976 passou a ser o posto mais elevado de sargento numa companhia. No Brasil esta graduação é honorífica, dedicada ao 1º Sargento mais antigo da unidade com comportamento excepcional e conduta ilibada. É a denominação do sargento auxiliar do oficial responsável pela Seção de Pessoal das unidades;
- Sargento-quartel-mestre - durante o século XIX era um posto inferior ao de sargento-ajudante no Exército Português, responsável pela logística do regimento.

#### Sargentos subalternos
- Primeiro-sargento - tradicionalmente o sargento superior de uma companhia. Em Portugal, atualmente é o sargento de pelotão, auxiliando o seu comandante no exercício do comando;
- Segundo-sargento - em Portugal, a graduação mais básica de sargento profissional. No Brasil o sargento superior do pelotão;
- Furriel ou terceiro-sargento - em Portugal, a graduação de furriel corresponde aos sargentos não profissionais (militares voluntários, contratados, etc.). No Brasil, terceiro-sargento é o primeiro posto da categoria dos sargentos;
- Sargento aluno - militar em formação em Escola de Formação de Sargentos com graduação equivalente ao cabo.

### Praças
Os praças são o grupo de militares com a formação mais básica, com poucas ou nenhumas responsabilidades de comando, são essencialmente executantes. Os diversos postos são os seguintes:
- Cabo - é o militar que comanda uma Esquadra ou grupo básico de soldados. Antigamente era chamado "cabo de esquadra". Em Portugal, desde finais do séc. XIX é chamado de "primeiro-cabo". No Brasil, em algumas especialidades militares, é chamado "taifeiro-mor";
- Anspeçada - tradicionalmente a primeira graduação a que um soldado pode ser promovido. Em Portugal, em meados do século XIX passou a designar-se "segundo cabo";
- Soldado - o mais baixo posto de militar, com a formação completa. No Brasil, em algumas especialidades é chamado de "taifeiro";
- Recruta - a denominação de uma praça que ainda está a receber a formação militar.

## Galeria de imagens de vários exércitos do mundo

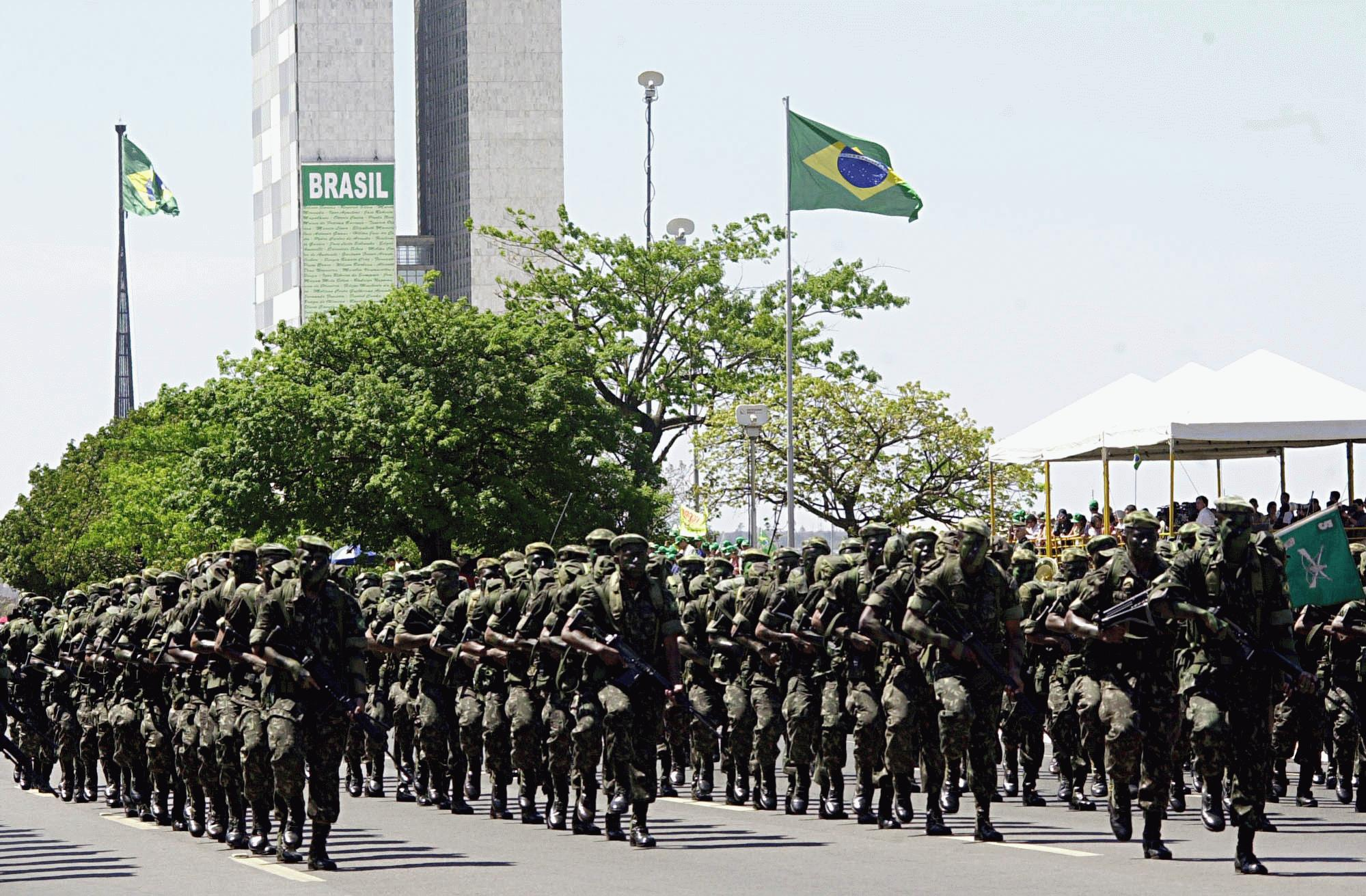
Desfile de tropa do Exército Brasileiro.
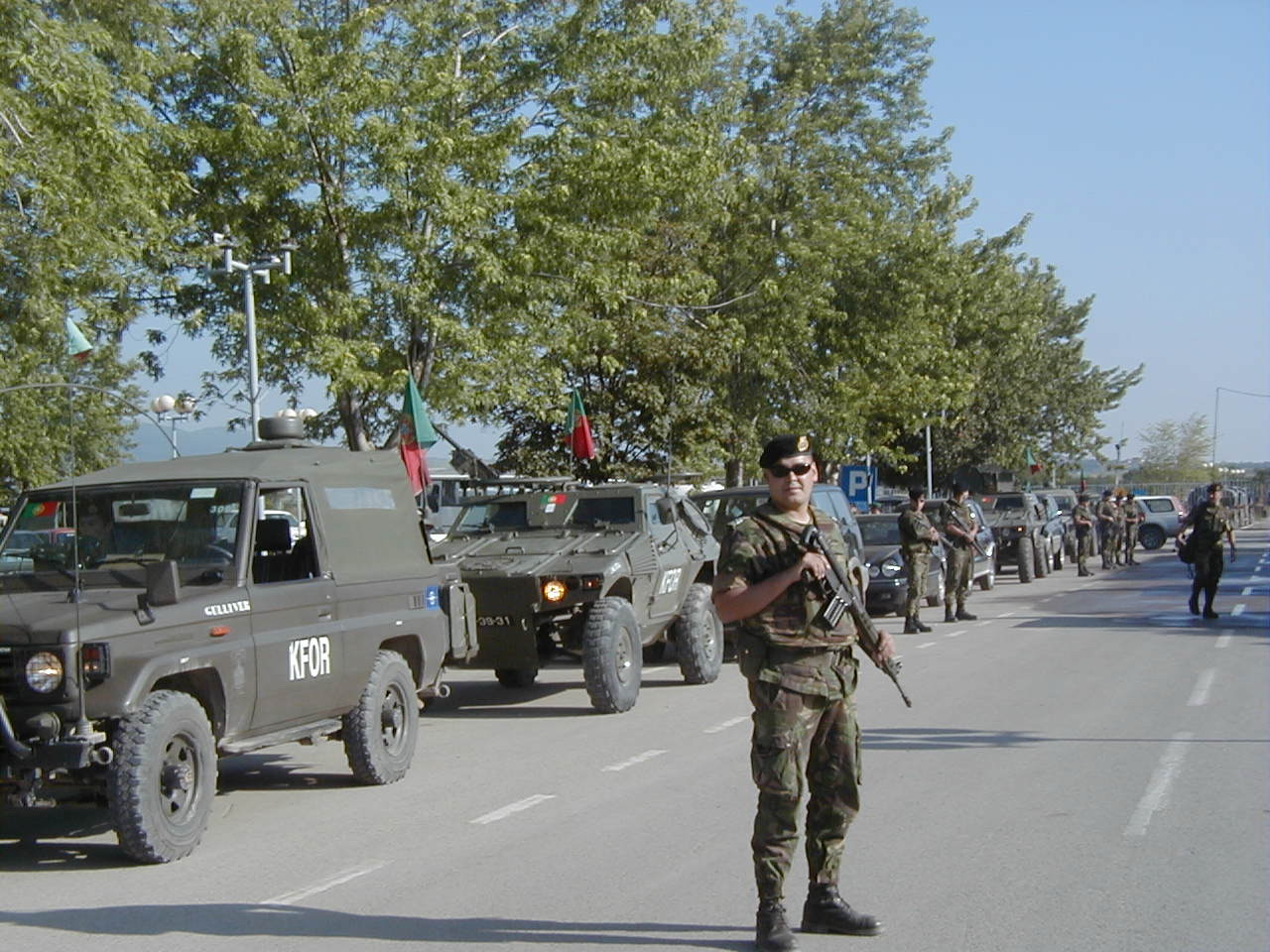
Tropas do Exército Português em operação de paz no Kosovo.
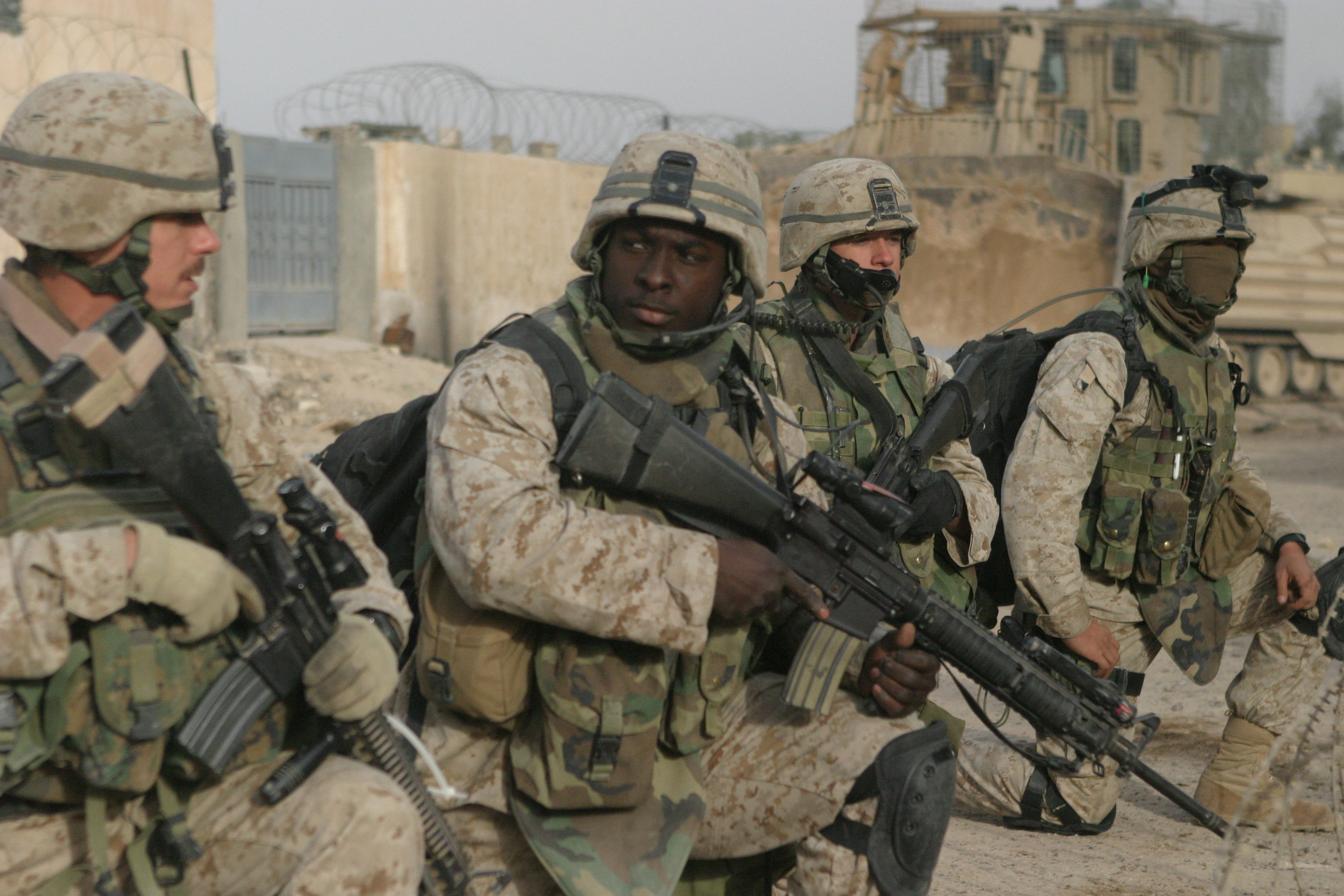
Militares do exército dos Estados Unidos, em 2004.
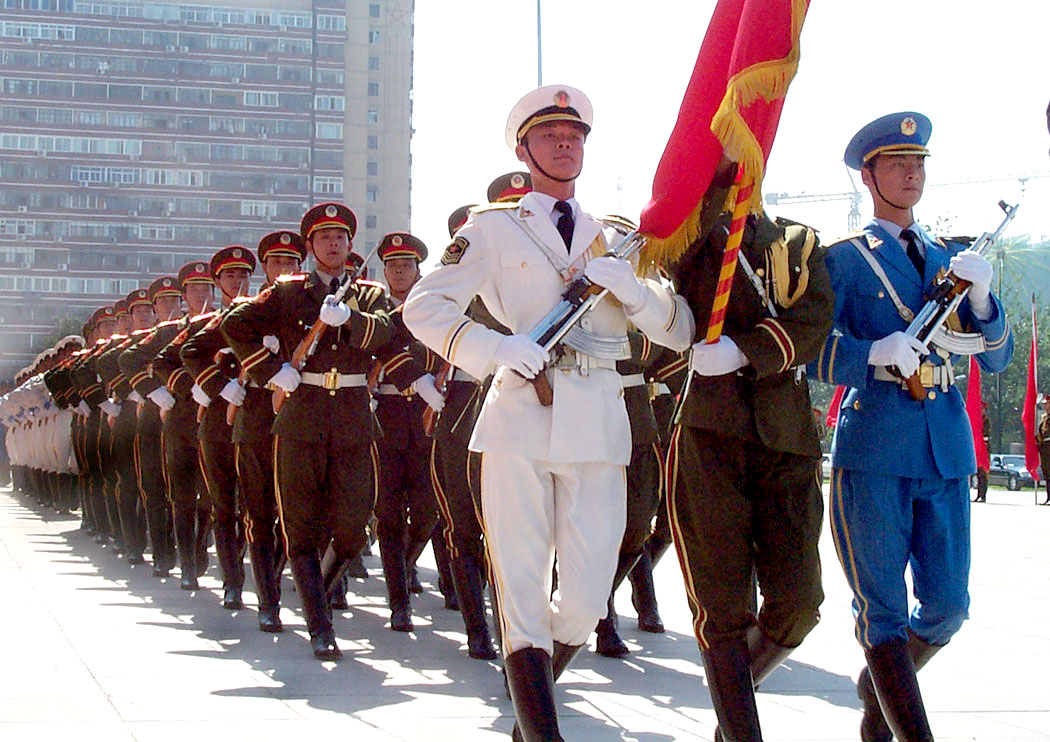
Soldados do Exército Popular Chinês.
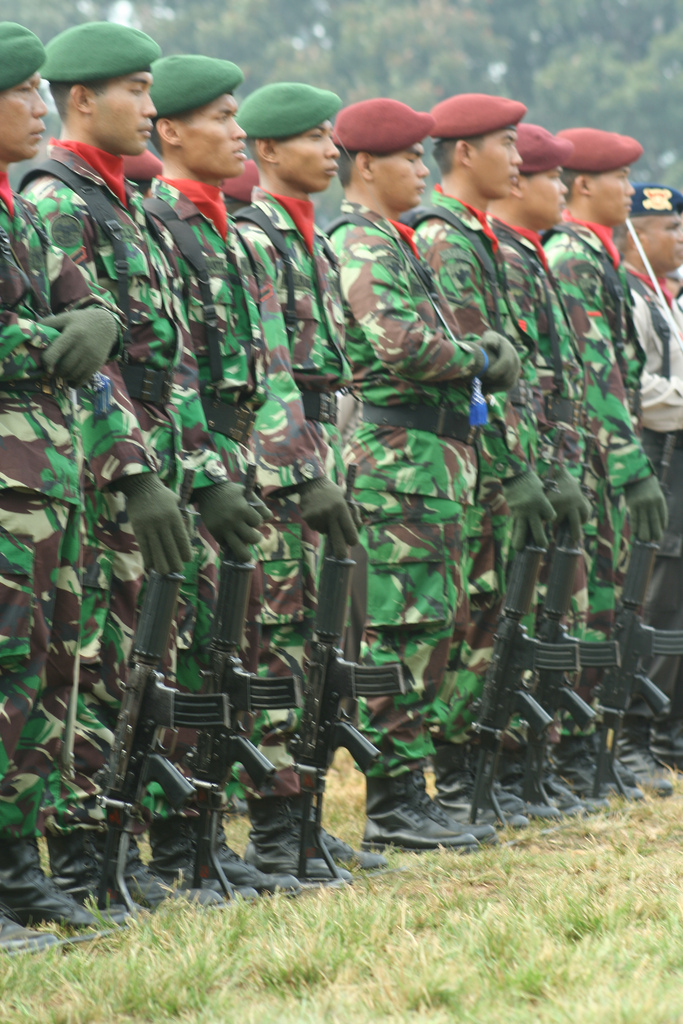
Soldados do Exército da Indonésia.
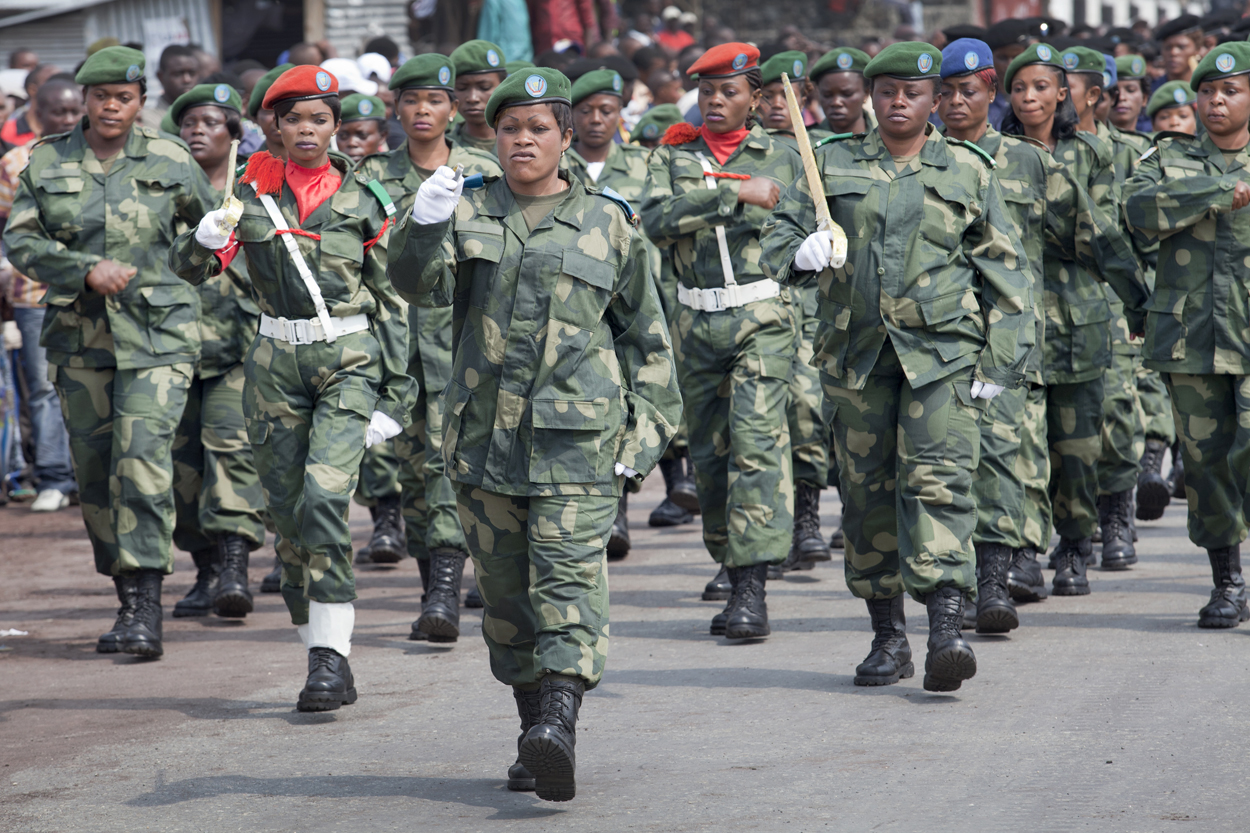
Militares mulheres do exército da República Democrática do Congo.
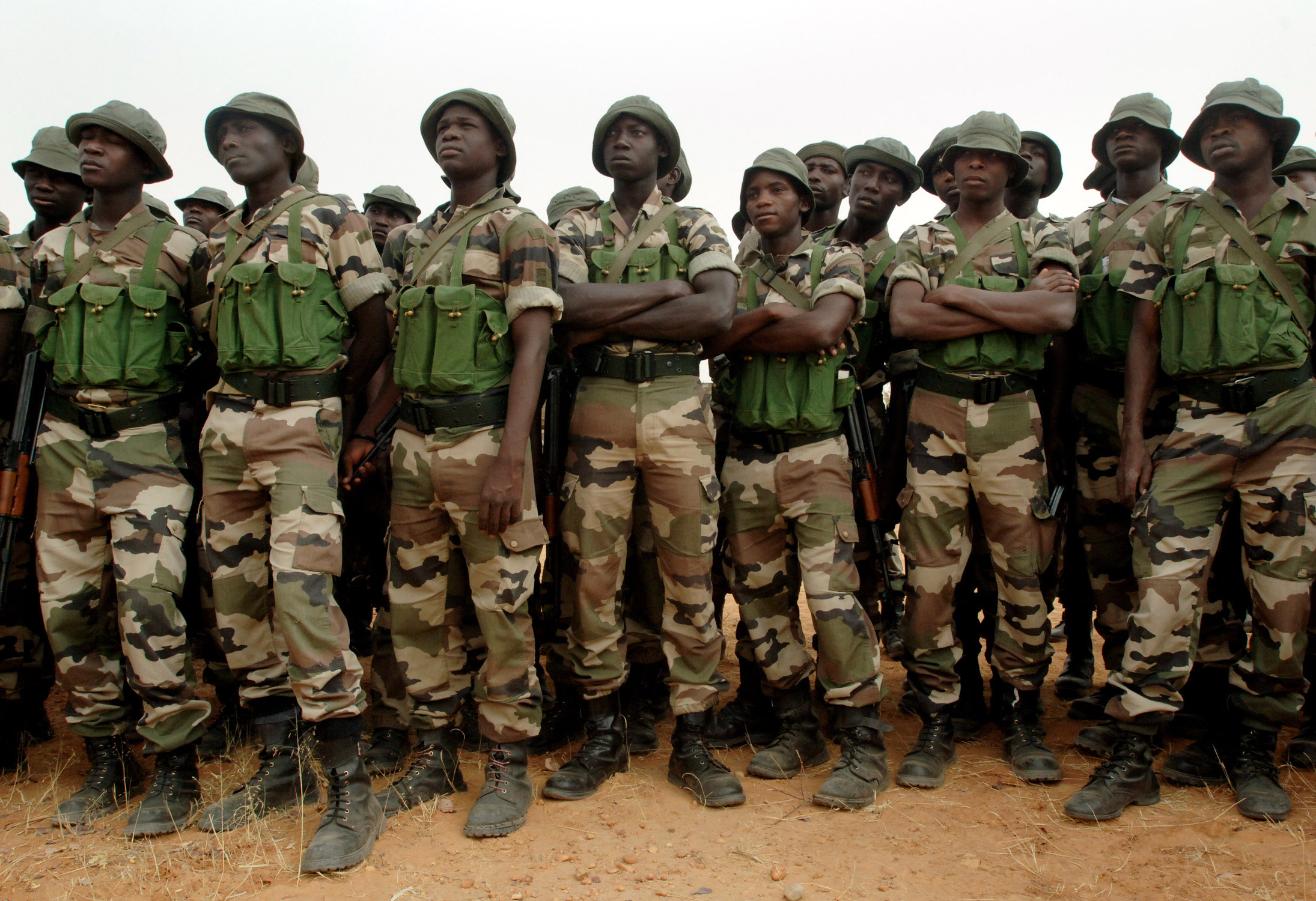
Paraquedistas da Nigéria.
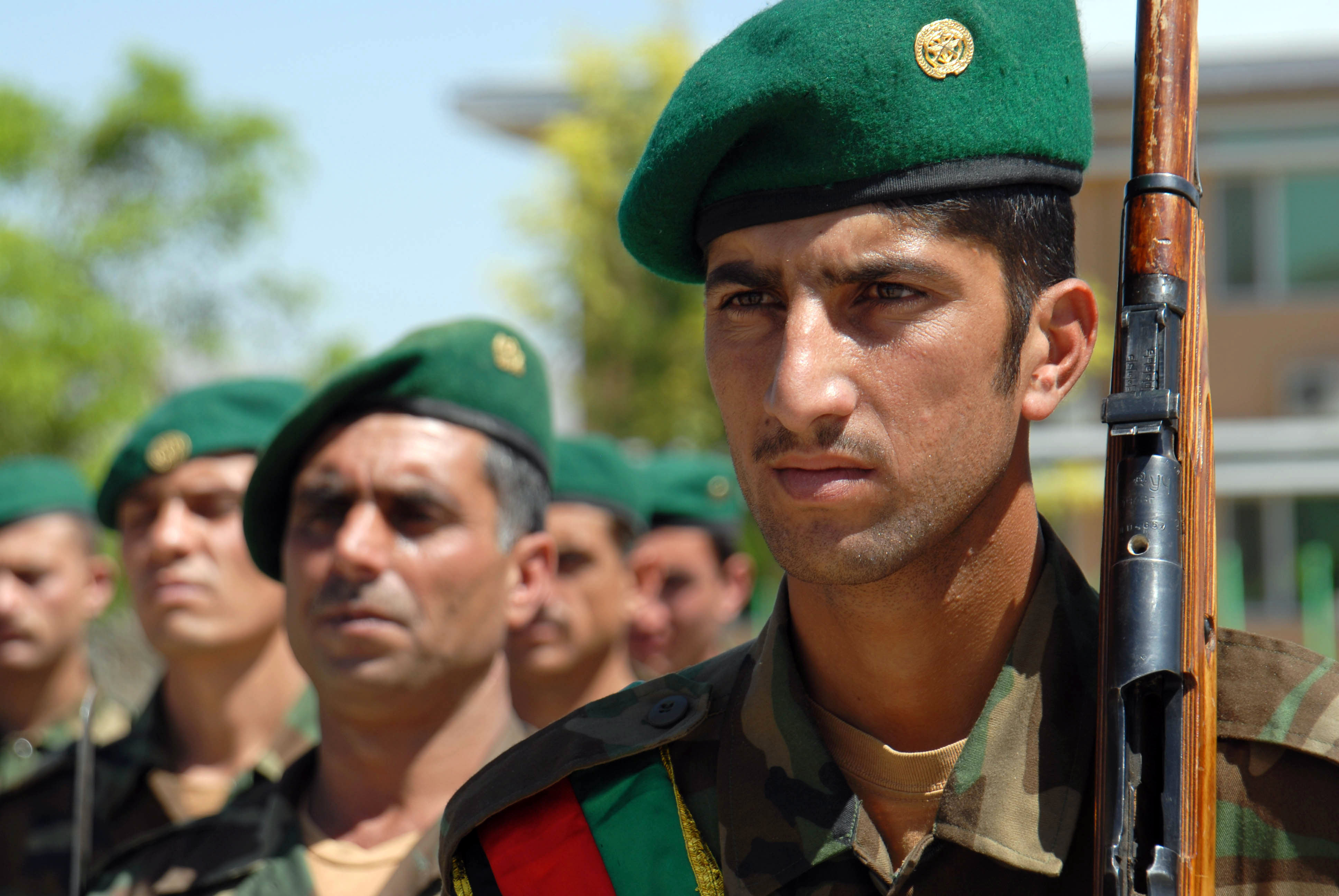
Soldados do Exército Afegão.
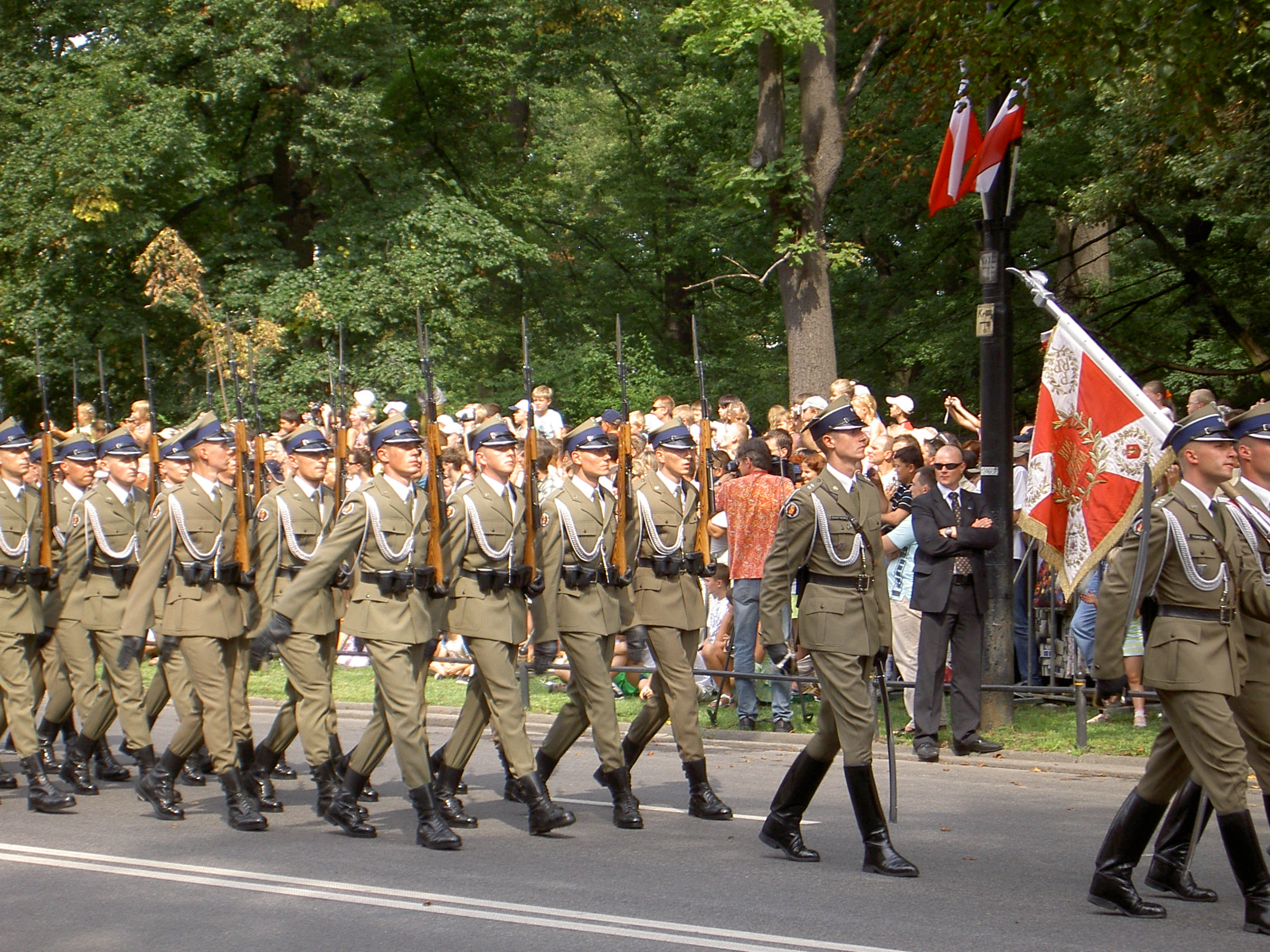
Parada do Exército Polaco.
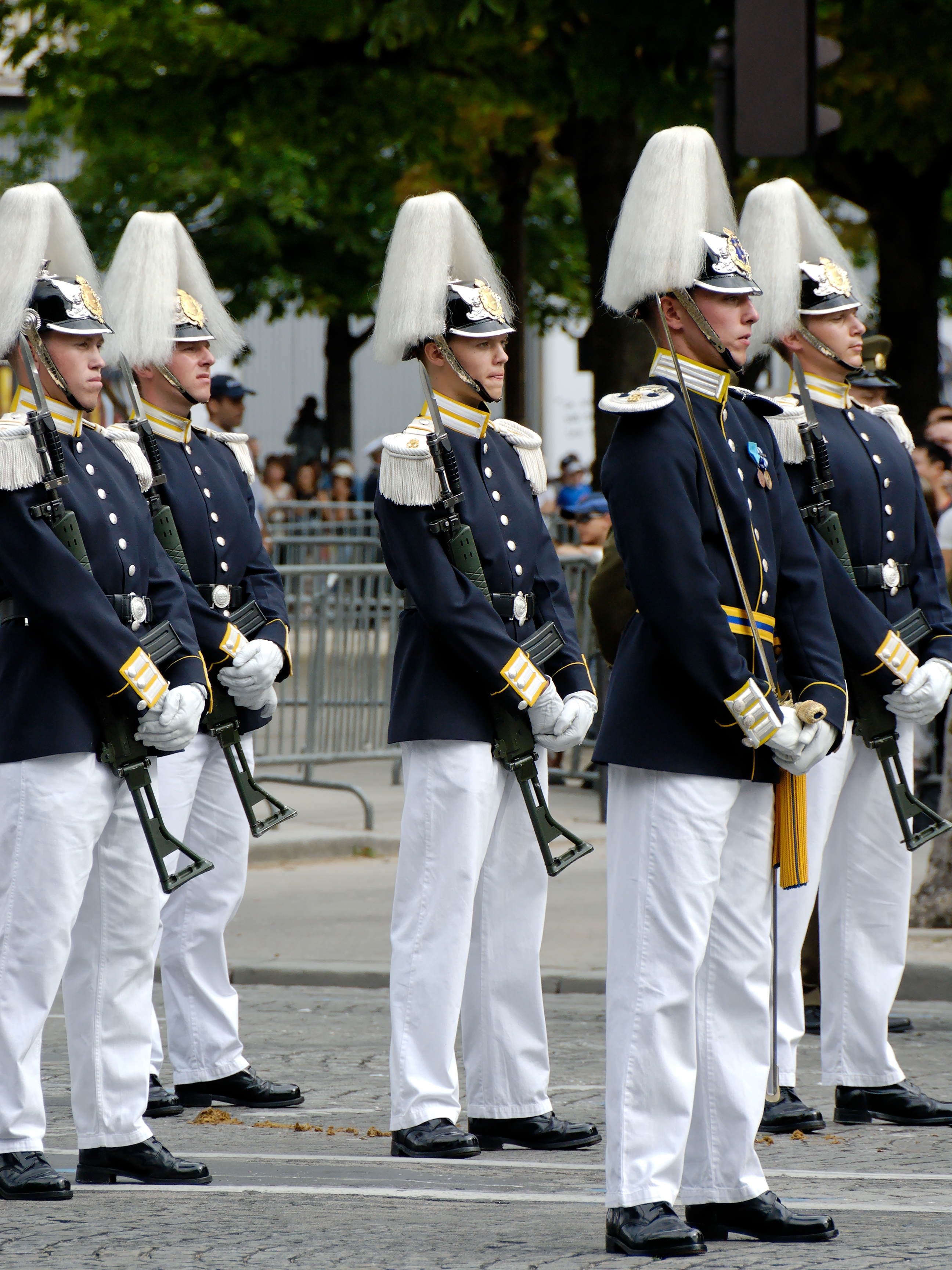
Soldados da Guarda Real da Suécia.
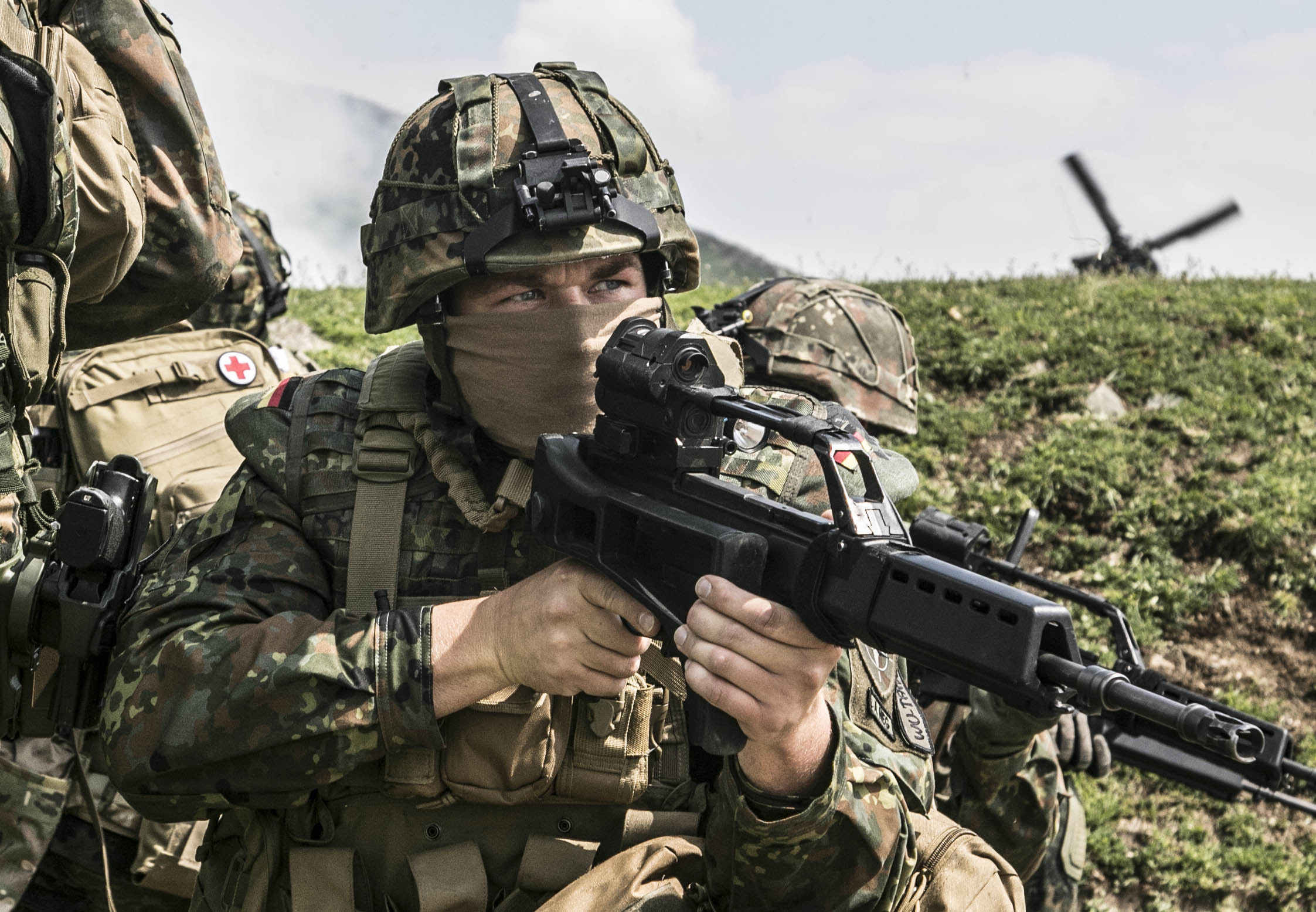
Soldado alemão equipado com um G36
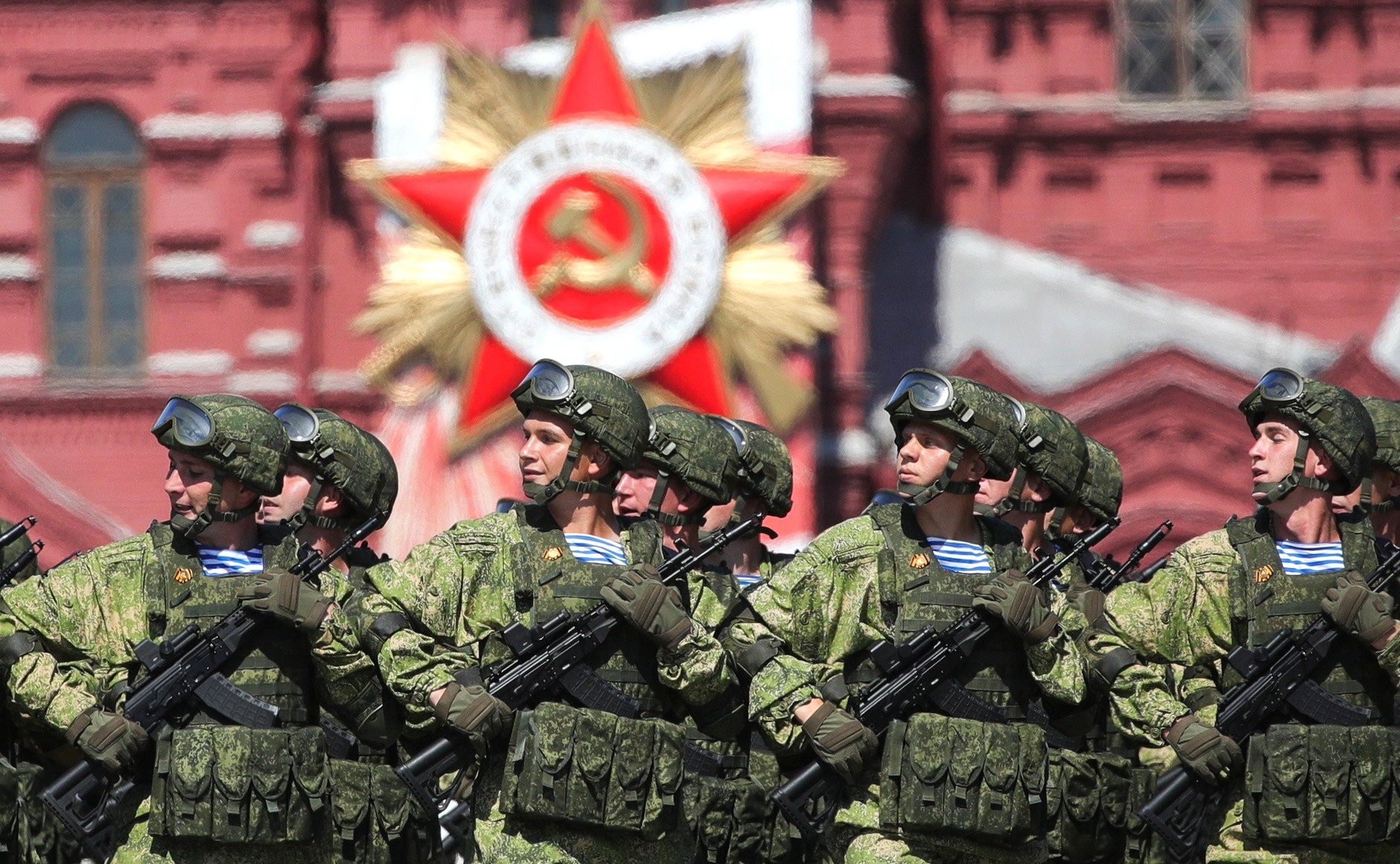
Soldados russos durante marcha do dia da vitória